# バレーボール2014/15Vチャレンジリーグ
バレーボール 2014/15 Vチャレンジリーグ（バレーボール 2014/15 ブイチャレンジリーグ）は、2014年11月8日から2015年3月15日にかけて行われたV・チャレンジリーグの大会である。

## 概要

### 日程
- 男子:2014年11月8日 - 2015年3月15日
- 女子:2014年11月15日 - 2015年3月15日

### 試合方法
男女ともに2回戦総当たりのリーグ戦を行い、優勝チームを決定する。

### 変更点
前大会までは順位決定方法を、勝率-セット率-得点率で比較していたが、今大会よりポイント（勝ち点）-勝率-セット率-得点率で比較するよう変更された。
（※注） ポイント：3-0または3-1で勝利した場合はポイント3点、3-2で勝利した場合はポイント2点、2-3で敗戦した場合はポイント1点、それ以外の場合はポイント0点。
2015年2月2日に、来季（2015/16シーズン）のチャレンジリーグ再編成が発表され、男女とも今季9位以下のチームはチャレンジリーグⅡ（プレミアリーグから見て3部リーグ相当。準加盟でチャレンジリーグ参加が認められたチーム含む）にまわることが発表された。

### キャッチコピー
公募により「Vの光 ～新たな一歩を踏み出すとき～」に決定した。

## 男子

### 参加チーム
| 前回順位 | チーム名                           | 備考               |
| -------- | ---------------------------------- | ------------------ |
| 1        | 警視庁フォートファイターズ         |                    |
| 2        | 大分三好ヴァイセアドラー           |                    |
| 3        | つくばユナイテッドSun GAIA         |                    |
| 4        | 富士通カワサキレッドスピリッツ     |                    |
| 5        | 東京ヴェルディ                     |                    |
| 6        | 大同特殊鋼レッドスター             |                    |
| 7        | きんでんトリニティーブリッツ       |                    |
| 8        | トヨタ自動車サンホークス           |                    |
| 9        | 近畿クラブスフィーダ               |                    |
| 10       | 兵庫デルフィーノ                   |                    |
| 11       | 東京トヨペット・グリーンスパークル |                    |
| -        | 埼玉アザレア                       | 準加盟チームが昇格 |

### 1Leg
斜字チームはホームチーム。

#### 11月8日
| #701 | 2014年11月8日 11:00 |                                              |                                               |                                          |                                                        |
| #701 | 2014年11月8日 11:00 | つくばユナイテッドSun GAIA （通算ポイント2） | 3 - 2 (25-22) (19-25) (25-17) (23-25) (15-11) | 大同特殊鋼レッドスター （通算ポイント1） | 桜総合体育館 観客数: 325人 主審: 伊藤薫 副審: 野村考一 |
| #701 | 2014年11月8日 11:00 |                                              |                                               |                                          | 桜総合体育館 観客数: 325人 主審: 伊藤薫 副審: 野村考一 |

| #702 | 2014年11月8日 13:40 |                                        |                       |                                    |                                                          |
| #702 | 2014年11月8日 13:40 | 近畿クラブスフィーダ （通算ポイント0） | 0 - 3 (18-25) (20-25) | 兵庫デルフィーノ （通算ポイント3） | 桜総合体育館 観客数: 357人 主審: 浅見靖人 副審: 笠倉雅弘 |
| #702 | 2014年11月8日 13:40 |                                        |                       |                                    | 桜総合体育館 観客数: 357人 主審: 浅見靖人 副審: 笠倉雅弘 |

| #703 | 2014年11月8日 15:30 |                                                  |                               |                                                      |                                                       |
| #703 | 2014年11月8日 15:30 | 富士通カワサキレッドスピリッツ （通算ポイント3） | 3 - 0 (25-15) (25-18) (25-19) | 東京トヨペット・グリーンスパークル （通算ポイント0） | 桜総合体育館 観客数: 人 主審: 松延亮一 副審: 酒井義成 |
| #703 | 2014年11月8日 15:30 |                                                  |                               |                                                      | 桜総合体育館 観客数: 人 主審: 松延亮一 副審: 酒井義成 |

| #704 | 2014年11月8日 11:00 |                                |                                       |                                              |                                                                        |
| #704 | 2014年11月8日 11:00 | 埼玉アザレア （通算ポイント0） | 1 - 3 (25-20) (20-25) (22-25) (18-25) | 警視庁フォートファイターズ （通算ポイント3） | 坂戸市民総合運動公園体育館 観客数: 629人 主審: 早坂行博 副審: 中島俊昌 |
| #704 | 2014年11月8日 11:00 |                                |                                       |                                              | 坂戸市民総合運動公園体育館 観客数: 629人 主審: 早坂行博 副審: 中島俊昌 |

| #705 | 2014年11月8日 13:25 |                                  |                                               |                                                |                                                                        |
| #705 | 2014年11月8日 13:25 | 東京ヴェルディ （通算ポイント2） | 3 - 2 (22-25) (28-26) (25-21) (18-25) (16-14) | きんでんトリニティープリッツ （通算ポイント1） | 坂戸市民総合運動公園体育館 観客数: 374人 主審: 浅井唯由 副審: 鈴木和紀 |
| #705 | 2014年11月8日 13:25 |                                  |                                               |                                                | 坂戸市民総合運動公園体育館 観客数: 374人 主審: 浅井唯由 副審: 鈴木和紀 |

| #706 | 2014年11月8日 16:15 |                                            |                               |                                            |                                                                        |
| #706 | 2014年11月8日 16:15 | 大分三好ヴァイセアドラー （通算ポイント3） | 3 - 0 (25-18) (25-20) (25-10) | トヨタ自動車サンホークス （通算ポイント0） | 坂戸市民総合運動公園体育館 観客数: 185人 主審: 中西幸治 副審: 飯塚雅文 |
| #706 | 2014年11月8日 16:15 |                                            |                               |                                            | 坂戸市民総合運動公園体育館 観客数: 185人 主審: 中西幸治 副審: 飯塚雅文 |

#### 11月9日
| #707 | 2014年11月9日 11:00 |                                          |                                       |                                    |                                                          |
| #707 | 2014年11月9日 11:00 | 大同特殊鋼レッドスター （通算ポイント4） | 3 - 1 (26-24) (25-13) (22-25) (25-16) | 兵庫デルフィーノ （通算ポイント3） | 桜総合体育館 観客数: 195人 主審: 松延亮一 副審: 高橋直也 |
| #707 | 2014年11月9日 11:00 |                                          |                                       |                                    | 桜総合体育館 観客数: 195人 主審: 松延亮一 副審: 高橋直也 |

| #708 | 2014年11月9日 13:20 |                                        |                                       |                                                      |                                                      |
| #708 | 2014年11月9日 13:20 | 近畿クラブスフィーダ （通算ポイント3） | 3 - 1 (25-13) (21-25) (32-30) (25-18) | 東京トヨペット・グリーンスパークル （通算ポイント0） | 桜総合体育館 観客数: 263人 主審: 伊藤薫 副審: 松代寛 |
| #708 | 2014年11月9日 13:20 |                                        |                                       |                                                      | 桜総合体育館 観客数: 263人 主審: 伊藤薫 副審: 松代寛 |

| #709 | 2014年11月9日 15:33 |                                              |                                       |                                                  |                                                          |
| #709 | 2014年11月9日 15:33 | つくばユナイテッドSun GAIA （通算ポイント2） | 1 - 3 (18-25) (20-25) (25-22) (23-25) | 富士通カワサキレッドスピリッツ （通算ポイント6） | 桜総合体育館 観客数: 474人 主審: 野村考一 副審: 浅見靖人 |
| #709 | 2014年11月9日 15:33 |                                              |                                       |                                                  | 桜総合体育館 観客数: 474人 主審: 野村考一 副審: 浅見靖人 |

| #710 | 2014年11月9日 11:00 |                                              |                                               |                                            |                                                                                      |
| #710 | 2014年11月9日 11:00 | 警視庁フォートファイターズ （通算ポイント5） | 3 - 2 (25-17) (22-25) (25-22) (23-25) (15-13) | トヨタ自動車サンホークス （通算ポイント1） | 大東文化大学 東松山キャンパス 総合体育館 観客数: 257人 主審: 早坂行博 副審: 飯塚雅文 |
| #710 | 2014年11月9日 11:00 |                                              |                                               |                                            | 大東文化大学 東松山キャンパス 総合体育館 観客数: 257人 主審: 早坂行博 副審: 飯塚雅文 |

| #711 | 2014年11月9日 13:35 |                                            |                                       |                                  |                                                                                    |
| #711 | 2014年11月9日 13:35 | 大分三好ヴァイセアドラー （通算ポイント6） | 3 - 1 (25-13) (28-26) (21-25) (25-23) | 東京ヴェルディ （通算ポイント2） | 大東文化大学 東松山キャンパス 総合体育館 観客数: 479人 主審: 浅井唯由 副審: 栗島勲 |
| #711 | 2014年11月9日 13:35 |                                            |                                       |                                  | 大東文化大学 東松山キャンパス 総合体育館 観客数: 479人 主審: 浅井唯由 副審: 栗島勲 |

| #712 | 2014年11月9日 16:00 |                                |                                       |                                                |                                                                                      |
| #712 | 2014年11月9日 16:00 | 埼玉アザレア （通算ポイント3） | 3 - 1 (25-19) (25-20) (24-26) (25-23) | きんでんトリニティーブリッツ （通算ポイント1） | 大東文化大学 東松山キャンパス 総合体育館 観客数: 446人 主審: 中島俊昌 副審: 中西幸治 |
| #712 | 2014年11月9日 16:00 |                                |                                       |                                                | 大東文化大学 東松山キャンパス 総合体育館 観客数: 446人 主審: 中島俊昌 副審: 中西幸治 |

#### 11月22日
| #713 | 2014年11月22日 11:00 |                                              |                                               |                                  |                                                                  |
| #713 | 2014年11月22日 11:00 | つくばユナイテッドSun GAIA （通算ポイント6） | 2 - 3 (22-25) (25-16) (20-25) (25-22) (19-21) | 東京ヴェルディ （通算ポイント4） | 東京海上日動石神井体育館 観客数: 410人 主審: 笠羽泰 副審: 中村中 |
| #713 | 2014年11月22日 11:00 |                                              |                                               |                                  | 東京海上日動石神井体育館 観客数: 410人 主審: 笠羽泰 副審: 中村中 |

| #714 | 2014年11月22日 14:05 |                                                      |                               |                                            |                                                                      |
| #714 | 2014年11月22日 14:05 | 東京トヨペット・グリーンスパークル （通算ポイント0） | 0 - 3 (12-25) (18-25) (19-25) | トヨタ自動車サンホークス （通算ポイント4） | 東京海上日動石神井体育館 観客数: 430人 主審: 高野淳志 副審: 水間絵美 |
| #714 | 2014年11月22日 14:05 |                                                      |                               |                                            | 東京海上日動石神井体育館 観客数: 430人 主審: 高野淳志 副審: 水間絵美 |

| #715 | 2014年11月22日 16:00 |                                              |                       |                                                   |                                                                      |
| #715 | 2014年11月22日 16:00 | 警視庁フォートファイターズ （通算ポイント5） | 0 - 3 (15-25) (22-25) | 富士通カワサキレッドスピリッツ （通算ポイント10） | 東京海上日動石神井体育館 観客数: 410人 主審: 小瀧健二 副審: 赤川孝義 |
| #715 | 2014年11月22日 16:00 |                                              |                       |                                                   | 東京海上日動石神井体育館 観客数: 410人 主審: 小瀧健二 副審: 赤川孝義 |

| #716 | 2014年11月22日 11:00 |                                            |                               |                                    |                                                                  |
| #716 | 2014年11月22日 11:00 | 大分三好ヴァイセアドラー （通算ポイント9） | 3 - 0 (25-12) (25-20) (25-21) | 兵庫デルフィーノ （通算ポイント5） | 大同特殊鋼星崎工場体育館 観客数: 174人 主審: 大下孝 副審: 岡谷仁 |
| #716 | 2014年11月22日 11:00 |                                            |                               |                                    | 大同特殊鋼星崎工場体育館 観客数: 174人 主審: 大下孝 副審: 岡谷仁 |

| #717 | 2014年11月22日 13:00 |                                        |                                       |                                |                                                                      |
| #717 | 2014年11月22日 13:00 | 近畿クラブスフィーダ （通算ポイント3） | 1 - 3 (19-25) (22-25) (25-21) (15-25) | 埼玉アザレア （通算ポイント6） | 大同特殊鋼星崎工場体育館 観客数: 125人 主審: 柘植知則 副審: 浅見靖人 |
| #717 | 2014年11月22日 13:00 |                                        |                                       |                                | 大同特殊鋼星崎工場体育館 観客数: 125人 主審: 柘植知則 副審: 浅見靖人 |

| #718 | 2014年11月22日 15:10 |                                          |                       |                                                |                                                                        |
| #718 | 2014年11月22日 15:10 | 大同特殊鋼レッドスター （通算ポイント9） | 3 - 0 (25-16) (25-22) | きんでんトリニティーブリッツ （通算ポイント1） | 大同特殊鋼星崎工場体育館 観客数: 330人 主審: 上土谷政高 副審: 中島俊昌 |
| #718 | 2014年11月22日 15:10 |                                          |                       |                                                | 大同特殊鋼星崎工場体育館 観客数: 330人 主審: 上土谷政高 副審: 中島俊昌 |

#### 11月23日
| #719 | 2014年11月23日 11:00 |                                                   |                                               |                                            |                                                                      |
| #719 | 2014年11月23日 11:00 | 富士通カワサキレッドスピリッツ （通算ポイント10） | 2 - 3 (25-15) (29-27) (24-26) (21-25) (14-16) | トヨタ自動車サンホークス （通算ポイント6） | 東京海上日動石神井体育館 観客数: 310人 主審: 小瀧健二 副審: 慈眼雅啓 |
| #719 | 2014年11月23日 11:00 |                                                   |                                               |                                            | 東京海上日動石神井体育館 観客数: 310人 主審: 小瀧健二 副審: 慈眼雅啓 |

| #720 | 2014年11月23日 13:55 |                                                      |                               |                                              |                                                                        |
| #720 | 2014年11月23日 13:55 | 東京トヨペット・グリーンスパークル （通算ポイント0） | 0 - 3 (11-25) (16-25) (18-25) | つくばユナイテッドSun GAIA （通算ポイント6） | 東京海上日動石神井体育館 観客数: 430人 主審: 赤川孝義 副審: 薄井真知子 |
| #720 | 2014年11月23日 13:55 |                                                      |                               |                                              | 東京海上日動石神井体育館 観客数: 430人 主審: 赤川孝義 副審: 薄井真知子 |

| #721 | 2014年11月23日 15:55 |                                              |                                       |                                  |                                                                      |
| #721 | 2014年11月23日 15:55 | 警視庁フォートファイターズ （通算ポイント5） | 1 - 3 (23-25) (22-25) (25-14) (24-26) | 東京ヴェルディ （通算ポイント7） | 東京海上日動石神井体育館 観客数: 530人 主審: 笠羽泰範 副審: 高野敦志 |
| #721 | 2014年11月23日 15:55 |                                              |                                       |                                  | 東京海上日動石神井体育館 観客数: 530人 主審: 笠羽泰範 副審: 高野敦志 |

| #722 | 2014年11月23日 11:00 |                                             |                               |                                        |                                                                      |
| #722 | 2014年11月23日 11:00 | 大分三好ヴァイセアドラー （通算ポイント12） | 3 - 0 (25-13) (25-11) (25-15) | 近畿クラブスフィーダ （通算ポイント3） | 大同特殊鋼星崎工場体育館 観客数: 120人 主審: 浅見靖人 副審: 北浦陽介 |
| #722 | 2014年11月23日 11:00 |                                             |                               |                                        | 大同特殊鋼星崎工場体育館 観客数: 120人 主審: 浅見靖人 副審: 北浦陽介 |

| #723 | 2014年11月23日 13:00 |                                                |                                               |                                    |                                                                    |
| #723 | 2014年11月23日 13:00 | きんでんトリニティーブリッツ （通算ポイント2） | 2 - 3 (25-23) (20-25) (25-21) (21-25) (10-15) | 兵庫デルフィーノ （通算ポイント5） | 大同特殊鋼星崎工場体育館 観客数: 190人 主審: 大下孝 副審: 柘植知則 |
| #723 | 2014年11月23日 13:00 |                                                |                                               |                                    | 大同特殊鋼星崎工場体育館 観客数: 190人 主審: 大下孝 副審: 柘植知則 |

| #724 | 2014年11月23日 15:45 |                                          |                                               |                                |                                                                        |
| #724 | 2014年11月23日 15:45 | 大同特殊鋼レッドスター （通算ポイント9） | 3 - 2 (27-25) (30-28) (15-25) (16-25) (15-11) | 埼玉アザレア （通算ポイント7） | 大同特殊鋼星崎工場体育館 観客数: 250人 主審: 中島俊昌 副審: 上土谷政高 |
| #724 | 2014年11月23日 15:45 |                                          |                                               |                                | 大同特殊鋼星崎工場体育館 観客数: 250人 主審: 中島俊昌 副審: 上土谷政高 |

#### 11月29日
| #725 | 2014年11月29日 11:00 |                                                   |                               |                                        |                                                                        |
| #725 | 2014年11月29日 11:00 | 富士通カワサキレッドスピリッツ （通算ポイント13） | 3 - 0 (25-20) (25-16) (25-23) | 近畿クラブスフィーダ （通算ポイント3） | 坂戸市民総合運動公園体育館 観客数: 357人 主審: 桑原健輔 副審: 飯塚雅文 |
| #725 | 2014年11月29日 11:00 |                                                   |                               |                                        | 坂戸市民総合運動公園体育館 観客数: 357人 主審: 桑原健輔 副審: 飯塚雅文 |

| #726 | 2014年11月29日 13:00 |                                            |                       |                                    |                                                                      |
| #726 | 2014年11月29日 13:00 | トヨタ自動車サンホークス （通算ポイント9） | 3 - 0 (25-16) (26-24) | 兵庫デルフィーノ （通算ポイント5） | 坂戸市民総合運動公園体育館 観客数: 502人 主審: 赤川孝義 副審: 栗島勲 |
| #726 | 2014年11月29日 13:00 |                                            |                       |                                    | 坂戸市民総合運動公園体育館 観客数: 502人 主審: 赤川孝義 副審: 栗島勲 |

| #727 | 2014年11月29日 15:00 |                                |                                       |                                              |                                                                      |
| #727 | 2014年11月29日 15:00 | 埼玉アザレア （通算ポイント7） | 1 - 3 (12-25) (25-23) (15-25) (19-25) | つくばユナイテッドSun GAIA （通算ポイント9） | 坂戸市民総合運動公園体育館 観客数: 813人 主審: 正岡卓 副審: 中西幸治 |
| #727 | 2014年11月29日 15:00 |                                |                                       |                                              | 坂戸市民総合運動公園体育館 観客数: 813人 主審: 正岡卓 副審: 中西幸治 |

| #728 | 2014年11月29日 13:00 |                                             |                               |                                                      |                                                          |
| #728 | 2014年11月29日 13:00 | 大分三好ヴァイセアドラー （通算ポイント15） | 3 - 0 (25-11) (25-13) (25-15) | 東京トヨペット・グリーンスパークル （通算ポイント0） | 都城市体育館 観客数: 440人 主審: 川尻康行 副審: 徳永洋行 |
| #728 | 2014年11月29日 13:00 |                                             |                               |                                                      | 都城市体育館 観客数: 440人 主審: 川尻康行 副審: 徳永洋行 |

| #729 | 2014年11月29日 15:00 |                                  |                                       |                                           |                                                          |
| #729 | 2014年11月29日 15:00 | 東京ヴェルディ （通算ポイント7） | 1 - 3 (25-21) (21-25) (15-25) (23-25) | 大同特殊鋼レッドスター （通算ポイント12） | 都城市体育館 観客数: 500人 主審: 須藤義宏 副審: 木内誠二 |
| #729 | 2014年11月29日 15:00 |                                  |                                       |                                           | 都城市体育館 観客数: 500人 主審: 須藤義宏 副審: 木内誠二 |

#### 11月30日
| #730 | 2014年11月30日 11:00 |                                               |                               |                                        |                                                                      |
| #730 | 2014年11月30日 11:00 | つくばユナイテッドSun GAIA （通算ポイント12） | 3 - 0 (25-18) (25-19) (25-18) | 近畿クラブスフィーダ （通算ポイント3） | 坂戸市民総合運動公園体育館 観客数: 309人 主審: 正岡卓 副審: 飯塚雅文 |
| #730 | 2014年11月30日 11:00 |                                               |                               |                                        | 坂戸市民総合運動公園体育館 観客数: 309人 主審: 正岡卓 副審: 飯塚雅文 |

| #731 | 2014年11月30日 13:00 |                                                   |                                       |                                    |                                                                      |
| #731 | 2014年11月30日 13:00 | 富士通カワサキレッドスピリッツ （通算ポイント16） | 3 - 1 (25-15) (17-25) (25-19) (25-17) | 兵庫デルフィーノ （通算ポイント5） | 坂戸市民総合運動公園体育館 観客数: 425人 主審: 中西幸治 副審: 栗島勲 |
| #731 | 2014年11月30日 13:00 |                                                   |                                       |                                    | 坂戸市民総合運動公園体育館 観客数: 425人 主審: 中西幸治 副審: 栗島勲 |

| #732 | 2014年11月30日 15:25 |                                |                                       |                                             |                                                                        |
| #732 | 2014年11月30日 15:25 | 埼玉アザレア （通算ポイント7） | 1 - 3 (19-25) (28-26) (19-25) (23-25) | トヨタ自動車サンホークス （通算ポイント12） | 坂戸市民総合運動公園体育館 観客数: 665人 主審: 桑原健輔 副審: 赤川孝義 |
| #732 | 2014年11月30日 15:25 |                                |                                       |                                             | 坂戸市民総合運動公園体育館 観客数: 665人 主審: 桑原健輔 副審: 赤川孝義 |

| #733 | 2014年11月30日 12:00 |                                             |                               |                                           |                                                              |
| #733 | 2014年11月30日 12:00 | 大分三好ヴァイセアドラー （通算ポイント18） | 3 - 1 (25-20) (20-25) (25-22) | 大同特殊鋼レッドスター （通算ポイント12） | 高鍋町総合体育館 観客数: 500人 主審: 木内誠二 副審: 須藤義宏 |
| #733 | 2014年11月30日 12:00 |                                             |                               |                                           | 高鍋町総合体育館 観客数: 500人 主審: 木内誠二 副審: 須藤義宏 |

| #734 | 2014年11月30日 14:30 |                                   |                               |                                                      |                                                              |
| #734 | 2014年11月30日 14:30 | 東京ヴェルディ （通算ポイント10） | 3 - 0 (25-14) (25-17) (25-15) | 東京トヨペット・グリーンスパークル （通算ポイント0） | 高鍋町総合体育館 観客数: 664人 主審: 川尻康行 副審: 川崎博史 |
| #734 | 2014年11月30日 14:30 |                                   |                               |                                                      | 高鍋町総合体育館 観客数: 664人 主審: 川尻康行 副審: 川崎博史 |

#### 12月20日
| #735 | 2014年12月20日 11:00 |                                                   |                               |                                   |                                                                                |
| #735 | 2014年12月20日 11:00 | 富士通カワサキレッドスピリッツ （通算ポイント19） | 3 - 0 (25-19) (25-18) (25-22) | 東京ヴェルディ （通算ポイント10） | 桜井市芝運動公園総合体育館 観客数: 200人 主審: 中山健 副審: グレッグ・ルーオー |
| #735 | 2014年12月20日 11:00 |                                                   |                               |                                   | 桜井市芝運動公園総合体育館 観客数: 200人 主審: 中山健 副審: グレッグ・ルーオー |

| #736 | 2014年12月20日 13:00 |                                           |                               |                                        |                                                                    |
| #736 | 2014年12月20日 13:00 | 大同特殊鋼レッドスター （通算ポイント15） | 3 - 0 (25-20) (25-17) (25-23) | 近畿クラブスフィーダ （通算ポイント3） | 桜井市芝運動公園総合体育館 観客数: 300人 主審: 城智人 副審: 岡田崇 |
| #736 | 2014年12月20日 13:00 |                                           |                               |                                        | 桜井市芝運動公園総合体育館 観客数: 300人 主審: 城智人 副審: 岡田崇 |

| #737 | 2014年12月20日 15:05 |                                                |                                              |                                             |                                                                      |
| #737 | 2014年12月20日 15:05 | きんでんトリニティーブリッツ （通算ポイント4） | 3 - 2 (25-22) (25-15) (23-25) (13-25) (15-9) | トヨタ自動車サンホークス （通算ポイント13） | 桜井市芝運動公園総合体育館 観客数: 400人 主審: 原啓之 副審: 宮田裕記 |
| #737 | 2014年12月20日 15:05 |                                                |                                              |                                             | 桜井市芝運動公園総合体育館 観客数: 400人 主審: 原啓之 副審: 宮田裕記 |

| #738 | 2014年12月20日 13:00 |                                              |                               |                                                      |                                                            |
| #738 | 2014年12月20日 13:00 | 警視庁フォートファイターズ （通算ポイント8） | 3 - 0 (25-14) (25-12) (25-15) | 東京トヨペット・グリーンスパークル （通算ポイント0） | コンパルホール 観客数: 504人 主審: 横山寿一 副審: 平田敬基 |
| #738 | 2014年12月20日 13:00 |                                              |                               |                                                      | コンパルホール 観客数: 504人 主審: 横山寿一 副審: 平田敬基 |

| #739 | 2014年12月20日 15:00 |                                             |                                       |                                |                                                            |
| #739 | 2014年12月20日 15:00 | 大分三好ヴァイセアドラー （通算ポイント21） | 3 - 1 (21-25) (25-18) (25-19) (25-22) | 埼玉アザレア （通算ポイント7） | コンパルホール 観客数: 744人 主審: 川尻康行 副審: 木内誠二 |
| #739 | 2014年12月20日 15:00 |                                             |                                       |                                | コンパルホール 観客数: 744人 主審: 川尻康行 副審: 木内誠二 |

#### 12月21日
| #740 | 2014年12月21日 11:00 |                                   |                               |                                        |                                                                    |
| #740 | 2014年12月21日 11:00 | 東京ヴェルディ （通算ポイント13） | 3 - 0 (25-23) (25-18) (25-22) | 近畿クラブスフィーダ （通算ポイント0） | 桜井市芝運動公園総合体育館 観客数: 300人 主審: 中山健 副審: 原啓之 |
| #740 | 2014年12月21日 11:00 |                                   |                               |                                        | 桜井市芝運動公園総合体育館 観客数: 300人 主審: 中山健 副審: 原啓之 |

| #741 | 2014年12月21日 13:03 |                                           |                                       |                                             |                                                                                  |
| #741 | 2014年12月21日 13:03 | 大同特殊鋼レッドスター （通算ポイント18） | 3 - 1 (29-31) (25-22) (25-21) (28-26) | トヨタ自動車サンホークス （通算ポイント13） | 桜井市芝運動公園総合体育館 観客数: 300人 主審: グレッグ・ルーオー 副審: 上村英紀 |
| #741 | 2014年12月21日 13:03 |                                           |                                       |                                             | 桜井市芝運動公園総合体育館 観客数: 300人 主審: グレッグ・ルーオー 副審: 上村英紀 |

| #742 | 2014年12月21日 15:37 |                                                |                               |                                                   |                                                                    |
| #742 | 2014年12月21日 15:37 | きんでんトリニティーブリッツ （通算ポイント4） | 0 - 3 (19-25) (23-25) (22-25) | 富士通カワサキレッドスピリッツ （通算ポイント22） | 桜井市芝運動公園総合体育館 観客数: 500人 主審: 城智人 副審: 岡田崇 |
| #742 | 2014年12月21日 15:37 |                                                |                               |                                                   | 桜井市芝運動公園総合体育館 観客数: 500人 主審: 城智人 副審: 岡田崇 |

| #743 | 2014年12月21日 12:00 |                                                      |                               |                                 |                                                            |
| #743 | 2014年12月21日 12:00 | 東京トヨペット・グリーンスパークル （通算ポイント0） | 0 - 3 (20-25) (15-25) (23-25) | 埼玉アザレア （通算ポイント10） | コンパルホール 観客数: 482人 主審: 横山寿一 副審: 平田敬記 |
| #743 | 2014年12月21日 12:00 |                                                      |                               |                                 | コンパルホール 観客数: 482人 主審: 横山寿一 副審: 平田敬記 |

| #744 | 2014年12月21日 14:05 |                                             |                               |                                              |                                                            |
| #744 | 2014年12月21日 14:05 | 大分三好ヴァイセアドラー （通算ポイント24） | 3 - 0 (25-19) (25-15) (25-14) | 警視庁フォートファイターズ （通算ポイント8） | コンパルホール 観客数: 976人 主審: 木内誠二 副審: 川尻康行 |
| #744 | 2014年12月21日 14:05 |                                             |                               |                                              | コンパルホール 観客数: 976人 主審: 木内誠二 副審: 川尻康行 |

#### 1月10日
| #745 | 2015年1月10日 11:00 |                                             |                                               |                                                   |                                                        |
| #745 | 2015年1月10日 11:00 | 大分三好ヴァイセアドラー （通算ポイント26） | 3 - 2 (20-25) (31-33) (28-26) (25-19) (15-13) | 富士通カワサキレッドスピリッツ （通算ポイント23） | 桜総合体育館 観客数: 273人 主審: 松延亮一 副審: 松代寛 |
| #745 | 2015年1月10日 11:00 |                                             |                                               |                                                   | 桜総合体育館 観客数: 273人 主審: 松延亮一 副審: 松代寛 |

| #746 | 2015年1月10日 13:58 |                                    |                       |                                 |                                                          |
| #746 | 2015年1月10日 13:58 | 兵庫デルフィーノ （通算ポイント5） | 0 - 3 (17-25) (13-25) | 埼玉アザレア （通算ポイント13） | 桜総合体育館 観客数: 323人 主審: 高野淳志 副審: 樫村雅美 |
| #746 | 2015年1月10日 13:58 |                                    |                       |                                 | 桜総合体育館 観客数: 323人 主審: 高野淳志 副審: 樫村雅美 |

| #747 | 2015年1月10日 15:40 |                                               |                                       |                                             |                                                          |
| #747 | 2015年1月10日 15:40 | つくばユナイテッドSun GAIA （通算ポイント13） | 3 - 1 (25-22) (18-25) (28-26) (25-23) | トヨタ自動車サンホークス （通算ポイント15） | 桜総合体育館 観客数: 650人 主審: 中西幸治 副審: 赤川孝義 |
| #747 | 2015年1月10日 15:40 |                                               |                                       |                                             | 桜総合体育館 観客数: 650人 主審: 中西幸治 副審: 赤川孝義 |

#### 1月11日
| #748 | 2015年1月11日 11:00 |                                               |                                       |                                             |                                                          |
| #748 | 2015年1月11日 11:00 | つくばユナイテッドSun GAIA （通算ポイント18） | 3 - 1 (28-26) (25-15) (16-25) (27-25) | 大分三好ヴァイセアドラー （通算ポイント26） | 桜総合体育館 観客数: 403人 主審: 高野淳志 副審: 中西幸治 |
| #748 | 2015年1月11日 11:00 |                                               |                                       |                                             | 桜総合体育館 観客数: 403人 主審: 高野淳志 副審: 中西幸治 |

| #749 | 2015年1月11日 13:35 |                                   |                               |                                    |                                                          |
| #749 | 2015年1月11日 13:35 | 東京ヴェルディ （通算ポイント16） | 3 - 0 (25-22) (25-16) (25-18) | 兵庫デルフィーノ （通算ポイント5） | 桜総合体育館 観客数: 433人 主審: 赤川孝義 副審: 酒井義成 |
| #749 | 2015年1月11日 13:35 |                                   |                               |                                    | 桜総合体育館 観客数: 433人 主審: 赤川孝義 副審: 酒井義成 |

| #750 | 2015年1月11日 15:30 |                                                   |                                               |                                 |                                                          |
| #750 | 2015年1月11日 15:30 | 富士通カワサキレッドスピリッツ （通算ポイント24） | 2 - 3 (22-25) (25-16) (25-19) (20-25) (11-15) | 埼玉アザレア （通算ポイント15） | 桜総合体育館 観客数: 461人 主審: 松延亮一 副審: 屋貝直也 |
| #750 | 2015年1月11日 15:30 |                                                   |                                               |                                 | 桜総合体育館 観客数: 461人 主審: 松延亮一 副審: 屋貝直也 |

| #751 | 2015年1月11日 12:00 |                                                |                       |                                                      |                                                                |
| #751 | 2015年1月11日 12:00 | きんでんトリニティーブリッツ （通算ポイント7） | 3 - 0 (25-17) (25-14) | 東京トヨペット・グリーンスパークル （通算ポイント0） | 近畿大学記念会館 観客数: 180人 主審: 橋本賀津郎 副審: 飯田一明 |
| #751 | 2015年1月11日 12:00 |                                                |                       |                                                      | 近畿大学記念会館 観客数: 180人 主審: 橋本賀津郎 副審: 飯田一明 |

| #752 | 2015年1月11日 14:00 |                                        |                               |                                               |                                                            |
| #752 | 2015年1月11日 14:00 | 近畿クラブスフィーダ （通算ポイント3） | 0 - 3 (20-25) (12-25) (23-25) | 警視庁フォートファイターズ （通算ポイント11） | 近畿大学記念会館 観客数: 425人 主審: 浅見靖人 副審: 原啓之 |
| #752 | 2015年1月11日 14:00 |                                        |                               |                                               | 近畿大学記念会館 観客数: 425人 主審: 浅見靖人 副審: 原啓之 |

#### 1月12日
| #753 | 2015年1月12日 12:00 |                                               |                                       |                                           |                                                                |
| #753 | 2015年1月12日 12:00 | 警視庁フォートファイターズ （通算ポイント14） | 3 - 1 (16-25) (25-17) (25-15) (25-17) | 大同特殊鋼レッドスター （通算ポイント18） | 近畿大学記念会館 観客数: 200人 主審: 飯田一明 副審: 橋本和津郎 |
| #753 | 2015年1月12日 12:00 |                                               |                                       |                                           | 近畿大学記念会館 観客数: 200人 主審: 飯田一明 副審: 橋本和津郎 |

| #754 | 2015年1月12日 14:15 |                                        |                                       |                                                 |                                                            |
| #754 | 2015年1月12日 14:15 | 近畿クラブスフィーダ （通算ポイント3） | 1 - 3 (19-25) (22-25) (27-25) (29-31) | きんでんトリニティーブリッツ （通算ポイント10） | 近畿大学記念会館 観客数: 300人 主審: 原啓之 副審: 浅見靖人 |
| #754 | 2015年1月12日 14:15 |                                        |                                       |                                                 | 近畿大学記念会館 観客数: 300人 主審: 原啓之 副審: 浅見靖人 |

#### 1月17日
この日の試合はセントラル方式で行われた。
| #755 | 2015年1月17日 13:00 |                                             |                               |                                                 |                                                                          |
| #755 | 2015年1月17日 13:00 | 大分三好ヴァイセアドラー （通算ポイント29） | 3 - 0 (25-20) (25-19) (25-22) | きんでんトリニティーブリッツ （通算ポイント10） | 日野市市民の森ふれあいホール 観客数: 310人 主審: 中西幸治 副審: 高田恒樹 |
| #755 | 2015年1月17日 13:00 |                                             |                               |                                                 | 日野市市民の森ふれあいホール 観客数: 310人 主審: 中西幸治 副審: 高田恒樹 |

| #756 | 2015年1月17日 15:05 |                                   |                                       |                                             |                                                                          |
| #756 | 2015年1月17日 15:05 | 東京ヴェルディ （通算ポイント17） | 2 - 3 (21-25) (25-23) (21-25) (12-15) | トヨタ自動車サンホークス （通算ポイント15） | 日野市市民の森ふれあいホール 観客数: 250人 主審: 赤川孝義 副審: 有乗正志 |
| #756 | 2015年1月17日 15:05 |                                   |                                       |                                             | 日野市市民の森ふれあいホール 観客数: 250人 主審: 赤川孝義 副審: 有乗正志 |

| #757 | 2015年1月17日 13:00 |                                               |                                               |                                               |                                                                        |
| #757 | 2015年1月17日 13:00 | 警視庁フォートファイターズ （通算ポイント16） | 3 - 2 (25-17) (21-25) (25-17) (22-25) (19-17) | つくばユナイテッドSun GAIA （通算ポイント19） | 日野市市民の森ふれあいホール 観客数: 310人 主審: 早坂行博 副審: 大下孝 |
| #757 | 2015年1月17日 13:00 |                                               |                                               |                                               | 日野市市民の森ふれあいホール 観客数: 310人 主審: 早坂行博 副審: 大下孝 |

| #758 | 2015年1月17日 15：50 |                                           |                               |                                                      |                                                                            |
| #758 | 2015年1月17日 15：50 | 大同特殊鋼レッドスター （通算ポイント21） | 3 - 0 (25-22) (25-12) (25-14) | 東京トヨペット・グリーンスパークル （通算ポイント0） | 日野市市民の森ふれあいホール 観客数: 250人 主審: 中島俊昌 副審: 森山真理子 |
| #758 | 2015年1月17日 15：50 |                                           |                               |                                                      | 日野市市民の森ふれあいホール 観客数: 250人 主審: 中島俊昌 副審: 森山真理子 |

#### 1月18日
この日の試合はセントラル方式で行われた。
| #759 | 2015年1月18日 12:00 |                                                   |                               |                                           |                                                                          |
| #759 | 2015年1月18日 12:00 | 富士通カワサキレッドスピリッツ （通算ポイント27） | 3 - 0 (25-15) (25-21) (25-20) | 大同特殊鋼レッドスター （通算ポイント21） | 日野市市民の森ふれあいホール 観客数: 155人 主審: 中島俊昌 副審: 細井啓太 |
| #759 | 2015年1月18日 12:00 |                                                   |                               |                                           | 日野市市民の森ふれあいホール 観客数: 155人 主審: 中島俊昌 副審: 細井啓太 |

| #760 | 2015年1月18日 14:00 |                                   |                                               |                                 |                                                                        |
| #760 | 2015年1月18日 14:00 | 東京ヴェルディ （通算ポイント19） | 3 - 2 (15-25) (22-25) (25-22) (25-16) (19-17) | 埼玉アザレア （通算ポイント16） | 日野市市民の森ふれあいホール 観客数: 220人 主審: 大下孝 副審: 赤川孝義 |
| #760 | 2015年1月18日 14:00 |                                   |                                               |                                 | 日野市市民の森ふれあいホール 観客数: 220人 主審: 大下孝 副審: 赤川孝義 |

| #761 | 2015年1月18日 12:00 |                                             |                                       |                                        |                                                                          |
| #761 | 2015年1月18日 12:00 | トヨタ自動車サンホークス （通算ポイント18） | 3 - 1 (25-10) (24-26) (25-15) (25-20) | 近畿クラブスフィーダ （通算ポイント3） | 日野市市民の森ふれあいホール 観客数: 155人 主審: 早坂行博 副審: 及川千春 |
| #761 | 2015年1月18日 12:00 |                                             |                                       |                                        | 日野市市民の森ふれあいホール 観客数: 155人 主審: 早坂行博 副審: 及川千春 |

| #762 | 2015年1月18日 14:20 |                                    |                               |                                                      |                                                                          |
| #762 | 2015年1月18日 14:20 | 兵庫デルフィーノ （通算ポイント8） | 3 - 0 (25-19) (25-12) (25-20) | 東京トヨペット・グリーンスパークル （通算ポイント0） | 日野市市民の森ふれあいホール 観客数: 220人 主審: 有乗正志 副審: 中西幸治 |
| #762 | 2015年1月18日 14:20 |                                    |                               |                                                      | 日野市市民の森ふれあいホール 観客数: 220人 主審: 有乗正志 副審: 中西幸治 |

#### 1月24日
| #763 | 2015年1月24日 13:00 |                                               |                       |                                                 |                                                                  |
| #763 | 2015年1月24日 13:00 | つくばユナイテッドSun GAIA （通算ポイント22） | 3 - 0 (25-22) (25-18) | きんでんトリニティーブリッツ （通算ポイント10） | 養父市立八鹿総合体育館 観客数: 350人 主審: 原啓之 副審: 長堂篤史 |
| #763 | 2015年1月24日 13:00 |                                               |                       |                                                 | 養父市立八鹿総合体育館 観客数: 350人 主審: 原啓之 副審: 長堂篤史 |

| #764 | 2015年1月24日 15:07 |                                    |                               |                                               |                                                                      |
| #764 | 2015年1月24日 15:07 | 兵庫デルフィーノ （通算ポイント8） | 0 - 3 (13-25) (19-25) (20-25) | 警視庁フォートファイターズ （通算ポイント19） | 養父市立八鹿総合体育館 観客数: 450人 主審: 上土谷政高 副審: 佐伯昌昭 |
| #764 | 2015年1月24日 15:07 |                                    |                               |                                               | 養父市立八鹿総合体育館 観客数: 450人 主審: 上土谷政高 副審: 佐伯昌昭 |

#### 1月25日
| #765 | 2015年1月25日 12:00 |                                               |                               |                                                 |                                                                  |
| #765 | 2015年1月25日 12:00 | 警視庁フォートファイターズ （通算ポイント22） | 3 - 0 (25-15) (25-17) (25-23) | きんでんトリニティーブリッツ （通算ポイント10） | 養父市立八鹿総合体育館 観客数: 300人 主審: 原啓之 副審: 長堂篤史 |
| #765 | 2015年1月25日 12:00 |                                               |                               |                                                 | 養父市立八鹿総合体育館 観客数: 300人 主審: 原啓之 副審: 長堂篤史 |

| #766 | 2015年1月25日 14:00 |                                    |                                       |                                               |                                                                      |
| #766 | 2015年1月25日 14:00 | 兵庫デルフィーノ （通算ポイント8） | 1 - 3 (18-25) (30-28) (19-25) (14-25) | つくばユナイテッドSun GAIA （通算ポイント25） | 養父市立八鹿総合体育館 観客数: 310人 主審: 佐伯昌昭 副審: 上土谷政高 |
| #766 | 2015年1月25日 14:00 |                                    |                                       |                                               | 養父市立八鹿総合体育館 観客数: 310人 主審: 佐伯昌昭 副審: 上土谷政高 |

### 2Leg
斜字チームはホームチーム。

#### 1月31日
| #767 | 2015年1月31日 11:00 |                                               |                               |                                        |                                                                        |
| #767 | 2015年1月31日 11:00 | つくばユナイテッドSun GAIA （通算ポイント28） | 3 - 0 (25-22) (25-20) (25-18) | 近畿クラブスフィーダ （通算ポイント3） | 荒川総合スポーツセンター 観客数: 170人 主審: 中西幸治 副審: 有村公美子 |
| #767 | 2015年1月31日 11:00 |                                               |                               |                                        | 荒川総合スポーツセンター 観客数: 170人 主審: 中西幸治 副審: 有村公美子 |

| #768 | 2015年1月31日 13:00 |                                                 |                                               |                                             |                                                                      |
| #768 | 2015年1月31日 13:00 | きんでんトリニティーブリッツ （通算ポイント12） | 3 - 2 (20-25) (25-23) (18-25) (25-23) (15-11) | トヨタ自動車サンホークス （通算ポイント19） | 荒川総合スポーツセンター 観客数: 155人 主審: 高野淳志 副審: 慈眼雅啓 |
| #768 | 2015年1月31日 13:00 |                                                 |                                               |                                             | 荒川総合スポーツセンター 観客数: 155人 主審: 高野淳志 副審: 慈眼雅啓 |

| #769 | 2015年1月31日 15:45 |                                                      |                               |                                     |                                                                        |
| #769 | 2015年1月31日 15:45 | 東京トヨペット・グリーンスパークル （通算ポイント0） | 0 - 3 (15-25) (24-26) (14-25) | 兵庫デルフィーノ （通算ポイント11） | 荒川総合スポーツセンター 観客数: 180人 主審: 上土谷政高 副審: 新田浩幸 |
| #769 | 2015年1月31日 15:45 |                                                      |                               |                                     | 荒川総合スポーツセンター 観客数: 180人 主審: 上土谷政高 副審: 新田浩幸 |

| #770 | 2015年1月31日 11:00 |                                               |                               |                                 |                                                                  |
| #770 | 2015年1月31日 11:00 | 警視庁フォートファイターズ （通算ポイント25） | 3 - 0 (25-18) (25-17) (25-22) | 埼玉アザレア （通算ポイント16） | 宮前スポーツセンター 観客数: 350人 主審: 浅見靖人 副審: 浜野陽一 |
| #770 | 2015年1月31日 11:00 |                                               |                               |                                 | 宮前スポーツセンター 観客数: 350人 主審: 浅見靖人 副審: 浜野陽一 |

| #771 | 2015年1月31日 13:00 |                                             |                                       |                                   |                                                                |
| #771 | 2015年1月31日 13:00 | 大分三好ヴァイセアドラー （通算ポイント32） | 3 - 1 (20-25) (25-17) (25-11) (25-22) | 東京ヴェルディ （通算ポイント19） | 宮前スポーツセンター 観客数: 300人 主審: 正岡卓 副審: 小川浩二 |
| #771 | 2015年1月31日 13:00 |                                             |                                       |                                   | 宮前スポーツセンター 観客数: 300人 主審: 正岡卓 副審: 小川浩二 |

| #772 | 2015年1月31日 15:15 |                                                     |                               |                                           |                                                                |
| #772 | 2015年1月31日 15:15 | 富士通カワサキ・レッドスピリッツ （通算ポイント30） | 3 - 0 (25-15) (25-19) (25-21) | 大同特殊鋼レッドスター （通算ポイント21） | 宮前スポーツセンター 観客数: 350人 主審: 伊藤薫 副審: 赤川孝義 |
| #772 | 2015年1月31日 15:15 |                                                     |                               |                                           | 宮前スポーツセンター 観客数: 350人 主審: 伊藤薫 副審: 赤川孝義 |

#### 2月1日
| #773 | 2015年2月1日 11:00 |                                               |                                               |                                             |                                                                      |
| #773 | 2015年2月1日 11:00 | つくばユナイテッドSun GAIA （通算ポイント29） | 2 - 3 (23-25) (22-25) (25-20) (25-23) (11-15) | トヨタ自動車サンホークス （通算ポイント21） | 荒川総合スポーツセンター 観客数: 170人 主審: 高野淳志 副審: 水間絵美 |
| #773 | 2015年2月1日 11:00 |                                               |                                               |                                             | 荒川総合スポーツセンター 観客数: 170人 主審: 高野淳志 副審: 水間絵美 |

| #774 | 2015年2月1日 13:35 |                                                 |                                       |                                     |                                                                      |
| #774 | 2015年2月1日 13:35 | きんでんトリニティーブリッツ （通算ポイント15） | 3 - 1 (25-22) (22-25) (25-16) (25-18) | 兵庫デルフィーノ （通算ポイント11） | 荒川総合スポーツセンター 観客数: 150人 主審: 中西幸治 副審: 関野智史 |
| #774 | 2015年2月1日 13:35 |                                                 |                                       |                                     | 荒川総合スポーツセンター 観客数: 150人 主審: 中西幸治 副審: 関野智史 |

| #775 | 2015年2月1日 16:05 |                                                      |                       |                                        |                                                                        |
| #775 | 2015年2月1日 16:05 | 東京トヨペット・グリーンスパークル （通算ポイント0） | 0 - 3 (18-25) (19-25) | 近畿クラブスフィーダ （通算ポイント6） | 荒川総合スポーツセンター 観客数: 150人 主審: 新田浩幸 副審: 上土谷政高 |
| #775 | 2015年2月1日 16:05 |                                                      |                       |                                        | 荒川総合スポーツセンター 観客数: 150人 主審: 新田浩幸 副審: 上土谷政高 |

| #776 | 2015年2月1日 11:00 |                                                     |                               |                                             |                                                              |
| #776 | 2015年2月1日 11:00 | 富士通カワサキ・レッドスピリッツ （通算ポイント33） | 3 - 0 (25-21) (25-20) (25-21) | 大分三好ヴァイセアドラー （通算ポイント32） | 宮前スポーツセンター 観客数: 530人 主審: 正岡卓 副審: 伊藤薫 |
| #776 | 2015年2月1日 11:00 |                                                     |                               |                                             | 宮前スポーツセンター 観客数: 530人 主審: 正岡卓 副審: 伊藤薫 |

| #777 | 2015年2月1日 13:00 |                                           |                                               |                             |                                                                  |
| #777 | 2015年2月1日 13:00 | 大同特殊鋼レッドスター （通算ポイント23） | 3 - 2 (23-25) (25-14) (23-25) (27-25) (15-12) | さいたま （通算ポイント17） | 宮前スポーツセンター 観客数: 300人 主審: 赤川孝義 副審: 浜野陽一 |
| #777 | 2015年2月1日 13:00 |                                           |                                               |                             | 宮前スポーツセンター 観客数: 300人 主審: 赤川孝義 副審: 浜野陽一 |

| #778 | 2015年2月1日 15:40 |                                               |                                       |                                   |                                                                  |
| #778 | 2015年2月1日 15:40 | 警視庁フォートファイターズ （通算ポイント28） | 3 - 1 (25-19) (23-25) (28-26) (25-21) | 東京ヴェルディ （通算ポイント19） | 宮前スポーツセンター 観客数: 330人 主審: 浅見靖人 副審: 小川浩二 |
| #778 | 2015年2月1日 15:40 |                                               |                                       |                                   | 宮前スポーツセンター 観客数: 330人 主審: 浅見靖人 副審: 小川浩二 |

#### 2月7日
| #779 | 2015年2月7日 11:00 |                                   |                                       |                                                 |                                                        |
| #779 | 2015年2月7日 11:00 | 東京ヴェルディ （通算ポイント19） | 1 - 3 (24-26) (26-24) (29-31) (20-25) | きんでんトリニティーブリッツ （通算ポイント18） | 福井市体育館 観客数: 455人 主審: 冨田博一 副審: 湶孝介 |
| #779 | 2015年2月7日 11:00 |                                   |                                       |                                                 | 福井市体育館 観客数: 455人 主審: 冨田博一 副審: 湶孝介 |

| #780 | 2015年2月7日 13:42 |                                                      |                       |                                 |                                                          |
| #780 | 2015年2月7日 13:42 | 東京トヨペット・グリーンスパークル （通算ポイント0） | 0 - 3 (13-25) (19-25) | 埼玉アザレア （通算ポイント20） | 福井市体育館 観客数: 625人 主審: 有乗正志 副審: 保谷徳幸 |
| #780 | 2015年2月7日 13:42 |                                                      |                       |                                 | 福井市体育館 観客数: 625人 主審: 有乗正志 副審: 保谷徳幸 |

| #781 | 2015年2月7日 15:38 |                                               |                               |                                                   |                                                        |
| #781 | 2015年2月7日 15:38 | つくばユナイテッドSun GAIA （通算ポイント29） | 0 - 3 (14-25) (21-25) (17-25) | 富士通カワサキレッドスピリッツ （通算ポイント36） | 福井市体育館 観客数: 658人 主審: 森口豊 副審: 佐伯昌昭 |
| #781 | 2015年2月7日 15:38 |                                               |                               |                                                   | 福井市体育館 観客数: 658人 主審: 森口豊 副審: 佐伯昌昭 |

| #782 | 2015年2月7日 11:00 |                                               |                               |                                             |                                                                              |
| #782 | 2015年2月7日 11:00 | 警視庁フォートファイターズ （通算ポイント31） | 3 - 0 (25-16) (25-20) (25-19) | トヨタ自動車サンホークス （通算ポイント21） | 安濃中央総合公園内体育館 観客数: 600人 主審: 城智人 副審: グレッグ・ルーオー |
| #782 | 2015年2月7日 11:00 |                                               |                               |                                             | 安濃中央総合公園内体育館 観客数: 600人 主審: 城智人 副審: グレッグ・ルーオー |

| #783 | 2015年2月7日 13:00 |                                             |                               |                                     |                                                                    |
| #783 | 2015年2月7日 13:00 | 大分三好ヴァイセアドラー （通算ポイント35） | 3 - 0 (25-20) (25-23) (25-20) | 兵庫デルフィーノ （通算ポイント11） | 安濃中央総合公園内体育館 観客数: 600人 主審: 浅見靖人 副審: 奥泰郎 |
| #783 | 2015年2月7日 13:00 |                                             |                               |                                     | 安濃中央総合公園内体育館 観客数: 600人 主審: 浅見靖人 副審: 奥泰郎 |

| #784 | 2015年2月7日 15:00 |                                           |                                               |                                        |                                                                      |
| #784 | 2015年2月7日 15:00 | 大同特殊鋼レッドスター （通算ポイント25） | 3 - 2 (25-21) (22-25) (25-15) (24-26) (15-12) | 近畿クラブスフィーダ （通算ポイント7） | 安濃中央総合公園内体育館 観客数: 600人 主審: 中島俊昌 副審: 横山寿一 |
| #784 | 2015年2月7日 15:00 |                                           |                                               |                                        | 安濃中央総合公園内体育館 観客数: 600人 主審: 中島俊昌 副審: 横山寿一 |

#### 2月8日
| #785 | 2015年2月8日 11:00 |                                                   |                               |                                                      |                                                          |
| #785 | 2015年2月8日 11:00 | 富士通カワサキレッドスピリッツ （通算ポイント39） | 3 - 0 (25-21) (25-17) (25-21) | 東京トヨペット・グリーンスパークル （通算ポイント0） | 福井市体育館 観客数: 515人 主審: 佐伯昌昭 副審: 保谷徳幸 |
| #785 | 2015年2月8日 11:00 |                                                   |                               |                                                      | 福井市体育館 観客数: 515人 主審: 佐伯昌昭 副審: 保谷徳幸 |

| #786 | 2015年2月8日 13:00 |                                   |                                       |                                 |                                                      |
| #786 | 2015年2月8日 13:00 | 東京ヴェルディ （通算ポイント19） | 1 - 3 (19-25) (17-25) (25-21) (21-25) | 埼玉アザレア （通算ポイント23） | 福井市体育館 観客数: 585人 主審: 森口豊 副審: 湶孝介 |
| #786 | 2015年2月8日 13:00 |                                   |                                       |                                 | 福井市体育館 観客数: 585人 主審: 森口豊 副審: 湶孝介 |

| #787 | 2015年2月8日 15:20 |                                               |                                       |                                                 |                                                          |
| #787 | 2015年2月8日 15:20 | つくばユナイテッドSun GAIA （通算ポイント32） | 3 - 1 (25-19) (22-25) (25-14) (25-19) | きんでんトリニティーブリッツ （通算ポイント18） | 福井市体育館 観客数: 649人 主審: 冨田博一 副審: 有乗正志 |
| #787 | 2015年2月8日 15:20 |                                               |                                       |                                                 | 福井市体育館 観客数: 649人 主審: 冨田博一 副審: 有乗正志 |

| #788 | 2015年2月8日 11:00 |                                             |                               |                                        |                                                                      |
| #788 | 2015年2月8日 11:00 | 大分三好ヴァイセアドラー （通算ポイント38） | 3 - 0 (25-15) (25-21) (25-18) | 近畿クラブスフィーダ （通算ポイント7） | 安濃中央総合公園内体育館 観客数: 700人 主審: 横山寿一 副審: 浅見靖人 |
| #788 | 2015年2月8日 11:00 |                                             |                               |                                        | 安濃中央総合公園内体育館 観客数: 700人 主審: 横山寿一 副審: 浅見靖人 |

| #789 | 2015年2月8日 13:00 |                                             |                               |                                     |                                                                      |
| #789 | 2015年2月8日 13:00 | トヨタ自動車サンホークス （通算ポイント24） | 3 - 0 (25-23) (25-16) (25-13) | 兵庫デルフィーノ （通算ポイント11） | 安濃中央総合公園内体育館 観客数: 700人 主審: 中島俊昌 副審: 森西基雄 |
| #789 | 2015年2月8日 13:00 |                                             |                               |                                     | 安濃中央総合公園内体育館 観客数: 700人 主審: 中島俊昌 副審: 森西基雄 |

| #790 | 2015年2月8日 15:00 |                                           |                               |                                               |                                                                              |
| #790 | 2015年2月8日 15:00 | 大同特殊鋼レッドスター （通算ポイント25） | 0 - 3 (16-25) (20-25) (23-25) | 警視庁フォートファイターズ （通算ポイント34） | 安濃中央総合公園内体育館 観客数: 700人 主審: グレッグ・ルーオー 副審: 城智人 |
| #790 | 2015年2月8日 15:00 |                                           |                               |                                               | 安濃中央総合公園内体育館 観客数: 700人 主審: グレッグ・ルーオー 副審: 城智人 |

#### 2月21日
この日の試合はセントラル方式で行われた。
| #791 | 2015年2月21日 13:00 |                                             |                               |                                                      |                                                                              |
| #791 | 2015年2月21日 13:00 | 大分三好ヴァイセアドラー （通算ポイント41） | 3 - 0 (25-14) (25-16) (25-14) | 東京トヨペット・グリーンスパークル （通算ポイント0） | トヨタスポーツセンター第一体育館 観客数: 240人 主審: 佐伯昌昭 副審: 内藤聡美 |
| #791 | 2015年2月21日 13:00 |                                             |                               |                                                      | トヨタスポーツセンター第一体育館 観客数: 240人 主審: 佐伯昌昭 副審: 内藤聡美 |

| #792 | 2015年2月21日 15:00 |                                             |                       |                                           |                                                                            |
| #792 | 2015年2月21日 15:00 | トヨタ自動車サンホークス （通算ポイント27） | 3 - 0 (25-20) (25-14) | 大同特殊鋼レッドスター （通算ポイント25） | トヨタスポーツセンター第一体育館 観客数: 470人 主審: 森口豊 副審: 有乗正志 |
| #792 | 2015年2月21日 15:00 |                                             |                       |                                           | トヨタスポーツセンター第一体育館 観客数: 470人 主審: 森口豊 副審: 有乗正志 |

| #793 | 2015年2月21日 13:00 |                                               |                               |                                        |                                                                            |
| #793 | 2015年2月21日 13:00 | 警視庁フォートファイターズ （通算ポイント37） | 3 - 0 (25-18) (25-22) (25-18) | 近畿クラブスフィーダ （通算ポイント7） | トヨタスポーツセンター第一体育館 観客数: 240人 主審: 大下孝 副審: 河合和広 |
| #793 | 2015年2月21日 13:00 |                                               |                               |                                        | トヨタスポーツセンター第一体育館 観客数: 240人 主審: 大下孝 副審: 河合和広 |

| #794 | 2015年2月21日 15:00 |                                                   |                               |                                 |                                                                                |
| #794 | 2015年2月21日 15:00 | 富士通カワサキレッドスピリッツ （通算ポイント42） | 3 - 0 (25-19) (25-20) (25-18) | 埼玉アザレア （通算ポイント23） | トヨタスポーツセンター第一体育館 観客数: 470人 主審: 浅見靖人 副審: 上土谷政高 |
| #794 | 2015年2月21日 15:00 |                                                   |                               |                                 | トヨタスポーツセンター第一体育館 観客数: 470人 主審: 浅見靖人 副審: 上土谷政高 |

#### 2月22日
この日の試合はセントラル方式で行われた。
| #795 | 2015年2月22日 12:00 |                                               |                              |                                                 |                                                                            |
| #795 | 2015年2月22日 12:00 | 警視庁フォートファイターズ （通算ポイント40） | 3 - 0 (25-20) (25-16) (25-9) | きんでんトリニティーブリッツ （通算ポイント18） | トヨタスポーツセンター第一体育館 観客数: 380人 主審: 大下孝 副審: 内藤聡美 |
| #795 | 2015年2月22日 12:00 |                                               |                              |                                                 | トヨタスポーツセンター第一体育館 観客数: 380人 主審: 大下孝 副審: 内藤聡美 |

| #796 | 2015年2月22日 14:00 |                                             |                               |                                   |                                                                                |
| #796 | 2015年2月22日 14:00 | トヨタ自動車サンホークス （通算ポイント30） | 3 - 0 (25-23) (25-18) (25-23) | 東京ヴェルディ （通算ポイント19） | トヨタスポーツセンター第一体育館 観客数: 510人 主審: 上土谷政高 副審: 佐伯昌昭 |
| #796 | 2015年2月22日 14:00 |                                             |                               |                                   | トヨタスポーツセンター第一体育館 観客数: 510人 主審: 上土谷政高 副審: 佐伯昌昭 |

| #797 | 2015年2月22日 12:00 |                                               |                               |                                     |                                                                              |
| #797 | 2015年2月22日 12:00 | つくばユナイテッドSun GAIA （通算ポイント35） | 3 - 0 (25-16) (25-22) (25-20) | 兵庫デルフィーノ （通算ポイント11） | トヨタスポーツセンター第一体育館 観客数: 380人 主審: 浅見靖人 副審: 河合和広 |
| #797 | 2015年2月22日 12:00 |                                               |                               |                                     | トヨタスポーツセンター第一体育館 観客数: 380人 主審: 浅見靖人 副審: 河合和広 |

| #798 | 2015年2月22日 14:00 |                                           |                                       |                                                      |                                                                            |
| #798 | 2015年2月22日 14:00 | 大同特殊鋼レッドスター （通算ポイント28） | 3 - 1 (23-25) (25-14) (25-17) (25-19) | 東京トヨペット・グリーンスパークル （通算ポイント0） | トヨタスポーツセンター第一体育館 観客数: 510人 主審: 有乗正志 副審: 森口豊 |
| #798 | 2015年2月22日 14:00 |                                           |                                       |                                                      | トヨタスポーツセンター第一体育館 観客数: 510人 主審: 有乗正志 副審: 森口豊 |

#### 2月28日
| #799 | 2015年2月28日 11:00 |                                                 |                               |                                                      |                                                            |
| #799 | 2015年2月28日 11:00 | きんでんトリニティーブリッツ （通算ポイント21） | 3 - 0 (25-15) (25-18) (25-11) | 東京トヨペット・グリーンスパークル （通算ポイント0） | 稲城市総合体育館 観客数: 100人 主審: 正岡卓 副審: 水間絵美 |
| #799 | 2015年2月28日 11:00 |                                                 |                               |                                                      | 稲城市総合体育館 観客数: 100人 主審: 正岡卓 副審: 水間絵美 |

| #800 | 2015年2月28日 13:00 |                                        |                               |                                 |                                                           |
| #800 | 2015年2月28日 13:00 | 近畿クラブスフィーダ （通算ポイント7） | 0 - 3 (17-25) (16-25) (20-25) | 埼玉アザレア （通算ポイント26） | 稲城市総合体育館 観客数: 90人 主審: 浅見靖人 副審: 中村中 |
| #800 | 2015年2月28日 13:00 |                                        |                               |                                 | 稲城市総合体育館 観客数: 90人 主審: 浅見靖人 副審: 中村中 |

| #801 | 2015年2月28日 15:00 |                                               |                               |                                     |                                                              |
| #801 | 2015年2月28日 15:00 | 警視庁フォートファイターズ （通算ポイント43） | 3 - 0 (25-16) (25-20) (25-22) | 兵庫デルフィーノ （通算ポイント11） | 稲城市総合体育館 観客数: 170人 主審: 小瀧健二 副審: 早坂行博 |
| #801 | 2015年2月28日 15:00 |                                               |                               |                                     | 稲城市総合体育館 観客数: 170人 主審: 小瀧健二 副審: 早坂行博 |

| #802 | 2015年2月28日 11:00 |                                             |                                       |                                           |                                                                  |
| #802 | 2015年2月28日 11:00 | 大分三好ヴァイセアドラー （通算ポイント42） | 2 - 3 (25-18) (25-23) (22-25) (16-18) | 大同特殊鋼レッドスター （通算ポイント30） | 宮前スポーツセンター 観客数: 400人 主審: 服部篤史 副審: 新田浩幸 |
| #802 | 2015年2月28日 11:00 |                                             |                                       |                                           | 宮前スポーツセンター 観客数: 400人 主審: 服部篤史 副審: 新田浩幸 |

| #803 | 2015年2月28日 13:50 |                                               |                                       |                                   |                                                                  |
| #803 | 2015年2月28日 13:50 | つくばユナイテッドSun GAIA （通算ポイント35） | 1 - 3 (22-25) (25-22) (18-25) (21-25) | 東京ヴェルディ （通算ポイント22） | 宮前スポーツセンター 観客数: 430人 主審: 浅井唯由 副審: 浜野陽一 |
| #803 | 2015年2月28日 13:50 |                                               |                                       |                                   | 宮前スポーツセンター 観客数: 430人 主審: 浅井唯由 副審: 浜野陽一 |

| #804 | 2015年2月28日 16:15 |                                                     |                               |                                             |                                                                  |
| #804 | 2015年2月28日 16:15 | 富士通カワサキ・レッドスピリッツ （通算ポイント45） | 3 - 0 (25-23) (25-17) (25-23) | トヨタ自動車サンホークス （通算ポイント30） | 宮前スポーツセンター 観客数: 400人 主審: 高野淳志 副審: 小川浩二 |
| #804 | 2015年2月28日 16:15 |                                                     |                               |                                             | 宮前スポーツセンター 観客数: 400人 主審: 高野淳志 副審: 小川浩二 |

#### 3月1日
| #805 | 2015年3月1日 11:00 |                                                 |                               |                                        |                                                              |
| #805 | 2015年3月1日 11:00 | きんでんトリニティーブリッツ （通算ポイント24） | 3 - 0 (25-15) (25-12) (25-21) | 近畿クラブスフィーダ （通算ポイント7） | 稲城市総合体育館 観客数: 100人 主審: 正岡卓 副審: 薄井真知子 |
| #805 | 2015年3月1日 11:00 |                                                 |                               |                                        | 稲城市総合体育館 観客数: 100人 主審: 正岡卓 副審: 薄井真知子 |

| #806 | 2015年3月1日 13:00 |                                     |                                       |                                 |                                                              |
| #806 | 2015年3月1日 13:00 | 兵庫デルフィーノ （通算ポイント11） | 1 - 3 (24-26) (15-25) (25-23) (22-25) | 埼玉アザレア （通算ポイント29） | 稲城市総合体育館 観客数: 140人 主審: 小瀧健二 副審: 浅見靖人 |
| #806 | 2015年3月1日 13:00 |                                     |                                       |                                 | 稲城市総合体育館 観客数: 140人 主審: 小瀧健二 副審: 浅見靖人 |

| #807 | 2015年3月1日 15:30 |                                               |                               |                                                      |                                                              |
| #807 | 2015年3月1日 15:30 | 警視庁フォートファイターズ （通算ポイント46） | 3 - 0 (25-11) (25-16) (25-15) | 東京トヨペット・グリーンスパークル （通算ポイント0） | 稲城市総合体育館 観客数: 240人 主審: 早坂行博 副審: 慈眼雅啓 |
| #807 | 2015年3月1日 15:30 |                                               |                               |                                                      | 稲城市総合体育館 観客数: 240人 主審: 早坂行博 副審: 慈眼雅啓 |

| #808 | 2015年3月1日 11:00 |                                             |                                       |                                             |                                                                  |
| #808 | 2015年3月1日 11:00 | 大分三好ヴァイセアドラー （通算ポイント45） | 3 - 1 (22-25) (25-20) (25-19) (25-22) | トヨタ自動車サンホークス （通算ポイント30） | 宮前スポーツセンター 観客数: 350人 主審: 新田浩幸 副審: 浜野陽一 |
| #808 | 2015年3月1日 11:00 |                                             |                                       |                                             | 宮前スポーツセンター 観客数: 350人 主審: 新田浩幸 副審: 浜野陽一 |

| #809 | 2015年3月1日 13:20 |                                               |                                       |                                           |                                                                  |
| #809 | 2015年3月1日 13:20 | つくばユナイテッドSun GAIA （通算ポイント35） | 1 - 3 (25-20) (22-25) (20-25) (26-28) | 大同特殊鋼レッドスター （通算ポイント33） | 宮前スポーツセンター 観客数: 400人 主審: 服部篤史 副審: 小川浩二 |
| #809 | 2015年3月1日 13:20 |                                               |                                       |                                           | 宮前スポーツセンター 観客数: 400人 主審: 服部篤史 副審: 小川浩二 |

| #810 | 2015年3月1日 15:50 |                                                     |                               |                                   |                                                                  |
| #810 | 2015年3月1日 15:50 | 富士通カワサキ・レッドスピリッツ （通算ポイント45） | 0 - 3 (26-28) (17-25) (18-25) | 東京ヴェルディ （通算ポイント25） | 宮前スポーツセンター 観客数: 550人 主審: 浅井唯由 副審: 高野淳志 |
| #810 | 2015年3月1日 15:50 |                                                     |                               |                                   | 宮前スポーツセンター 観客数: 550人 主審: 浅井唯由 副審: 高野淳志 |

#### 3月7日
| #811 | 2015年3月7日 11:00 |                                                   |                               |                                                 |                                                              |
| #811 | 2015年3月7日 11:00 | 富士通カワサキレッドスピリッツ （通算ポイント48） | 3 - 0 (25-19) (26-24) (25-22) | きんでんトリニティーブリッツ （通算ポイント24） | 兵庫県立総合体育館 観客数: 200人 主審: 原啓之 副審: 高濱祐介 |
| #811 | 2015年3月7日 11:00 |                                                   |                               |                                                 | 兵庫県立総合体育館 観客数: 200人 主審: 原啓之 副審: 高濱祐介 |

| #812 | 2015年3月7日 13:00 |                                   |                               |                                        |                                                                |
| #812 | 2015年3月7日 13:00 | 東京ヴェルディ （通算ポイント28） | 3 - 1 (25-23) (25-27) (25-19) | 近畿クラブスフィーダ （通算ポイント7） | 兵庫県立総合体育館 観客数: 200人 主審: 柘植知則 副審: 中山博幸 |
| #812 | 2015年3月7日 13:00 |                                   |                               |                                        | 兵庫県立総合体育館 観客数: 200人 主審: 柘植知則 副審: 中山博幸 |

| #813 | 2015年3月7日 15:25 |                                     |                                               |                                           |                                                                  |
| #813 | 2015年3月7日 15:25 | 兵庫デルフィーノ （通算ポイント12） | 2 - 3 (25-14) (22-25) (25-20) (22-25) (10-15) | 大同特殊鋼レッドスター （通算ポイント35） | 兵庫県立総合体育館 観客数: 450人 主審: 佐伯昌昭 副審: 上土谷政高 |
| #813 | 2015年3月7日 15:25 |                                     |                                               |                                           | 兵庫県立総合体育館 観客数: 450人 主審: 佐伯昌昭 副審: 上土谷政高 |

| #814 | 2015年3月7日 11:00 |                                               |                               |                                               |                                                            |
| #814 | 2015年3月7日 11:00 | 警視庁フォートファイターズ （通算ポイント49） | 3 - 0 (25-21) (25-14) (25-22) | つくばユナイテッドSun GAIA （通算ポイント35） | コンパルホール 観客数: 380人 主審: 須藤義宏 副審: 平田敬基 |
| #814 | 2015年3月7日 11:00 |                                               |                               |                                               | コンパルホール 観客数: 380人 主審: 須藤義宏 副審: 平田敬基 |

| #815 | 2015年3月7日 13:00 |                                             |                               |                                                      |                                                          |
| #815 | 2015年3月7日 13:00 | トヨタ自動車サンホークス （通算ポイント33） | 3 - 0 (25-16) (25-11) (25-15) | 東京トヨペット・グリーンスパークル （通算ポイント0） | コンパルホール 観客数: 470人 主審: 川尻康行 副審: 林淳一 |
| #815 | 2015年3月7日 13:00 |                                             |                               |                                                      | コンパルホール 観客数: 470人 主審: 川尻康行 副審: 林淳一 |

| #816 | 2015年3月7日 15:00 |                                             |                               |                                 |                                                            |
| #816 | 2015年3月7日 15:00 | 大分三好ヴァイセアドラー （通算ポイント48） | 3 - 0 (25-19) (25-22) (25-11) | 埼玉アザレア （通算ポイント29） | コンパルホール 観客数: 650人 主審: 飯田一明 副審: 前川清隆 |
| #816 | 2015年3月7日 15:00 |                                             |                               |                                 | コンパルホール 観客数: 650人 主審: 飯田一明 副審: 前川清隆 |

#### 3月8日
| #817 | 2015年3月8日 11:00 |                                                   |                       |                                        |                                                                |
| #817 | 2015年3月8日 11:00 | 富士通カワサキレッドスピリッツ （通算ポイント51） | 3 - 0 (25-15) (25-16) | 近畿クラブスフィーダ （通算ポイント7） | 兵庫県立総合体育館 観客数: 200人 主審: 柘植知則 副審: 中山博幸 |
| #817 | 2015年3月8日 11:00 |                                                   |                       |                                        | 兵庫県立総合体育館 観客数: 200人 主審: 柘植知則 副審: 中山博幸 |

| #818 | 2015年3月8日 13:00 |                                           |                       |                                                 |                                                              |
| #818 | 2015年3月8日 13:00 | 大同特殊鋼レッドスター （通算ポイント38） | 3 - 0 (25-18) (25-19) | きんでんトリニティーブリッツ （通算ポイント24） | 兵庫県立総合体育館 観客数: 690人 主審: 原啓之 副審: 高濱祐介 |
| #818 | 2015年3月8日 13:00 |                                           |                       |                                                 | 兵庫県立総合体育館 観客数: 690人 主審: 原啓之 副審: 高濱祐介 |

| #819 | 2015年3月8日 15:00 |                                     |                                              |                                   |                                                                  |
| #819 | 2015年3月8日 15:00 | 兵庫デルフィーノ （通算ポイント14） | 3 - 2 (25-21) (27-25) (22-25) (26-28) (15-8) | 東京ヴェルディ （通算ポイント29） | 兵庫県立総合体育館 観客数: 750人 主審: 上土谷政高 副審: 佐伯昌昭 |
| #819 | 2015年3月8日 15:00 |                                     |                                              |                                   | 兵庫県立総合体育館 観客数: 750人 主審: 上土谷政高 副審: 佐伯昌昭 |

| #820 | 2015年3月8日 12:00 |                                             |                                       |                                 |                                                            |
| #820 | 2015年3月8日 12:00 | トヨタ自動車サンホークス （通算ポイント36） | 3 - 1 (24-26) (26-24) (25-17) (26-24) | 埼玉アザレア （通算ポイント29） | コンパルホール 観客数: 530人 主審: 前川清隆 副審: 川尻康行 |
| #820 | 2015年3月8日 12:00 |                                             |                                       |                                 | コンパルホール 観客数: 530人 主審: 前川清隆 副審: 川尻康行 |

| #821 | 2015年3月8日 14:30 |                                             |                       |                                               |                                                            |
| #821 | 2015年3月8日 14:30 | 大分三好ヴァイセアドラー （通算ポイント51） | 3 - 0 (25-21) (25-17) | つくばユナイテッドSun GAIA （通算ポイント35） | コンパルホール 観客数: 740人 主審: 須藤義宏 副審: 飯田一明 |
| #821 | 2015年3月8日 14:30 |                                             |                       |                                               | コンパルホール 観客数: 740人 主審: 須藤義宏 副審: 飯田一明 |

#### 3月14日
この日の試合はセントラル方式で行われた。
| #822 | 2015年3月14日 11:00 |                                               |                               |                                                   |                                                                  |
| #822 | 2015年3月14日 11:00 | 警視庁フォートファイターズ （通算ポイント52） | 3 - 0 (25-17) (25-21) (25-23) | 富士通カワサキレッドスピリッツ （通算ポイント51） | 和歌山ビッグウエーブ 観客数: 450人 主審: 山本和良 副審: 吉岡奈々 |
| #822 | 2015年3月14日 11:00 |                                               |                               |                                                   | 和歌山ビッグウエーブ 観客数: 450人 主審: 山本和良 副審: 吉岡奈々 |

| #823 | 2015年3月14日 13:00 |                                        |                                       |                                     |                                                                |
| #823 | 2015年3月14日 13:00 | 近畿クラブスフィーダ （通算ポイント7） | 1 - 3 (25-23) (20-25) (24-26) (20-25) | 兵庫デルフィーノ （通算ポイント17） | 和歌山ビッグウエーブ 観客数: 500人 主審: 大下孝 副審: 柘植知則 |
| #823 | 2015年3月14日 13:00 |                                        |                                       |                                     | 和歌山ビッグウエーブ 観客数: 500人 主審: 大下孝 副審: 柘植知則 |

| #824 | 2015年3月14日 15:20 |                                                 |                       |                                             |                                                                    |
| #824 | 2015年3月14日 15:20 | きんでんトリニティーブリッツ （通算ポイント24） | 0 - 3 (21-25) (16-25) | 大分三好ヴァイセアドラー （通算ポイント54） | 和歌山ビッグウエーブ 観客数: 450人 主審: 上土谷政高 副審: 藤木博文 |
| #824 | 2015年3月14日 15:20 |                                                 |                       |                                             | 和歌山ビッグウエーブ 観客数: 450人 主審: 上土谷政高 副審: 藤木博文 |

| #825 | 2015年3月14日 11:00 |                                               |                               |                                 |                                                                |
| #825 | 2015年3月14日 11:00 | つくばユナイテッドSun GAIA （通算ポイント38） | 3 - 0 (25-22) (25-21) (25-19) | 埼玉アザレア （通算ポイント29） | 和歌山ビッグウエーブ 観客数: 450人 主審: 原啓之 副審: 浅見靖人 |
| #825 | 2015年3月14日 11:00 |                                               |                               |                                 | 和歌山ビッグウエーブ 観客数: 450人 主審: 原啓之 副審: 浅見靖人 |

| #826 | 2015年3月14日 13:00 |                                   |                               |                                                      |                                                                    |
| #826 | 2015年3月14日 13:00 | 東京ヴェルディ （通算ポイント32） | 3 - 0 (25-17) (25-21) (25-15) | 東京トヨペット・グリーンスパークル （通算ポイント0） | 和歌山ビッグウエーブ 観客数: 500人 主審: 橋本賀津郎 副審: 佐伯昌昭 |
| #826 | 2015年3月14日 13:00 |                                   |                               |                                                      | 和歌山ビッグウエーブ 観客数: 500人 主審: 橋本賀津郎 副審: 佐伯昌昭 |

#### 3月15日
この日の試合はセントラル方式で行われた。
| #827 | 2015年3月15日 11:00 |                                               |                                      |                                             |                                                                |
| #827 | 2015年3月15日 11:00 | 警視庁フォートファイターズ （通算ポイント52） | 1 - 3 (9-25) (25-19) (25-27) (18-25) | 大分三好ヴァイセアドラー （通算ポイント57） | 和歌山ビッグウエーブ 観客数: 600人 主審: 浅見靖人 副審: 原啓之 |
| #827 | 2015年3月15日 11:00 |                                               |                                      |                                             | 和歌山ビッグウエーブ 観客数: 600人 主審: 浅見靖人 副審: 原啓之 |

| #828 | 2015年3月15日 13:20 |                                                   |                               |                                     |                                                                |
| #828 | 2015年3月15日 13:20 | 富士通カワサキレッドスピリッツ （通算ポイント54） | 3 - 0 (25-13) (25-20) (25-22) | 兵庫デルフィーノ （通算ポイント17） | 和歌山ビッグウエーブ 観客数: 500人 主審: 佐伯昌昭 副審: 大下孝 |
| #828 | 2015年3月15日 13:20 |                                                   |                               |                                     | 和歌山ビッグウエーブ 観客数: 500人 主審: 佐伯昌昭 副審: 大下孝 |

| #829 | 2015年3月15日 15:05 |                                                 |                                               |                                 |                                                                  |
| #829 | 2015年3月15日 15:05 | きんでんトリニティーブリッツ （通算ポイント25） | 2 - 3 (25-17) (22-25) (25-22) (18-25) (18-20) | 埼玉アザレア （通算ポイント31） | 和歌山ビッグウエーブ 観客数: 600人 主審: 柘植知則 副審: 越本明伸 |
| #829 | 2015年3月15日 15:05 |                                                 |                                               |                                 | 和歌山ビッグウエーブ 観客数: 600人 主審: 柘植知則 副審: 越本明伸 |

| #830 | 2015年3月15日 11:00 |                                               |                               |                                                      |                                                                  |
| #830 | 2015年3月15日 11:00 | つくばユナイテッドSun GAIA （通算ポイント41） | 3 - 0 (25-16) (25-19) (25-17) | 東京トヨペット・グリーンスパークル （通算ポイント0） | 和歌山ビッグウエーブ 観客数: 100人 主審: 吉岡奈々 副審: 藤木博文 |
| #830 | 2015年3月15日 11:00 |                                               |                               |                                                      | 和歌山ビッグウエーブ 観客数: 100人 主審: 吉岡奈々 副審: 藤木博文 |

| #831 | 2015年3月15日 13:00 |                                   |                               |                                           |                                                                    |
| #831 | 2015年3月15日 13:00 | 東京ヴェルディ （通算ポイント31） | 0 - 3 (19-25) (20-25) (23-25) | 大同特殊鋼レッドスター （通算ポイント41） | 和歌山ビッグウエーブ 観客数: 500人 主審: 山本和良 副審: 橋本賀津郎 |
| #831 | 2015年3月15日 13:00 |                                   |                               |                                           | 和歌山ビッグウエーブ 観客数: 500人 主審: 山本和良 副審: 橋本賀津郎 |

| #832 | 2015年3月15日 15:05 |                                        |                       |                                             |                                                                    |
| #832 | 2015年3月15日 15:05 | 近畿クラブスフィーダ （通算ポイント7） | 0 - 3 (25-20) (25-17) | トヨタ自動車サンホークス （通算ポイント39） | 和歌山ビッグウエーブ 観客数: 600人 主審: 上土谷政高 副審: 谷口和久 |
| #832 | 2015年3月15日 15:05 |                                        |                       |                                             | 和歌山ビッグウエーブ 観客数: 600人 主審: 上土谷政高 副審: 谷口和久 |

### 最終順位
| 順位   | チーム名                           | 試合数 | 勝点 | 勝数 | 敗数 | 勝率  | 得セット | 失セット | セット率 | 備考                                |
| ------ | ---------------------------------- | ------ | ---- | ---- | ---- | ----- | -------- | -------- | -------- | ----------------------------------- |
| 優勝   | 大分三好ヴァイセアドラー           | 22     | 57   | 19   | 3    | 0.864 | 60       | 17       | 3.529    | V・チャレンジマッチへ               |
| 準優勝 | 富士通カワサキレッドスピリッツ     | 22     | 54   | 17   | 5    | 0.773 | 57       | 17       | 3.353    | V・チャレンジマッチへ               |
| 3      | 警視庁フォートファイターズ         | 22     | 52   | 18   | 4    | 0.818 | 56       | 19       | 2.947    | 来季よりV・チャレンジリーグIへ参加  |
| 4      | 大同特殊鋼レッドスター             | 22     | 41   | 15   | 7    | 0.682 | 49       | 36       | 1.361    | 来季よりV・チャレンジリーグIへ参加  |
| 5      | つくばユナイテッドSun GAIA         | 22     | 41   | 13   | 9    | 0.591 | 48       | 34       | 1.412    | 来季よりV・チャレンジリーグIへ参加  |
| 6      | トヨタ自動車サンホークス           | 22     | 39   | 13   | 9    | 0.591 | 48       | 36       | 1.333    | 来季よりV・チャレンジリーグIへ参加  |
| 7      | 東京ヴェルディ                     | 22     | 32   | 11   | 11   | 0.500 | 43       | 42       | 1.024    | 来季よりV・チャレンジリーグIへ参加  |
| 8      | 埼玉アザレア                       | 22     | 31   | 10   | 12   | 0.455 | 41       | 44       | 0.932    | 来季よりV・チャレンジリーグIへ参加  |
| 9      | きんでんトリニティーブリッツ       | 22     | 25   | 8    | 14   | 0.364 | 32       | 49       | 0.653    | 来季よりV・チャレンジリーグIIへ参加 |
| 10     | 兵庫デルフィーノ                   | 22     | 17   | 6    | 16   | 0.273 | 25       | 53       | 0.472    | 来季よりV・チャレンジリーグIIへ参加 |
| 11     | 近畿クラブスフィーダ               | 22     | 7    | 2    | 20   | 0.091 | 13       | 61       | 0.213    | 来季よりV・チャレンジリーグIIへ参加 |
| 12     | 東京トヨペット・グリーンスパークル | 22     | 0    | 0    | 22   | 0.000 | 2        | 66       | 0.030    | 来季よりV・チャレンジリーグIIへ参加 |

### 個人賞
| No. | 賞名             | 受賞者               | 所属チーム         | 備考                |
| --- | ---------------- | -------------------- | ------------------ | ------------------- |
| 1   | 優勝監督賞       | 小川貴史             | 大分三好           |                     |
| 2   | 最高殊勲選手賞   | ジェームス・オンテレ | 大分三好           |                     |
| 3   | 敢闘賞           | 岡村義郎             | 富士通             |                     |
| 4   | 最優秀新人賞     | 池田龍之介           | 大分三好           |                     |
| 5   | 得点王           | ジェームス・オンテレ | 大分三好           | 総得点=496点        |
| 6   | スパイク賞       | 奥村航               | つくばユナイテッド | 決定率=58.4%        |
| 7   | ブロック賞       | 岡村義郎             | 富士通             | 決定本数=1.25本/set |
| 8   | サーブ賞         | 中道元貴             | 警視庁             | 効果率=17.7%        |
| 9   | サーブレシーブ賞 | 吉野淳               | つくばユナイテッド | 成功率=74.9%        |

### 入れ替え

#### V・チャレンジマッチ

##### 3月28日
| #841 | 2015年3月28日 |                                                  |       |                              |  |
| #841 | 2015年3月28日 | 大分三好ヴァイセアドラー （チャレンジリーグ1位） | 2 - 3 | FC東京 （プレミアリーグ8位） |  |
| #841 | 2015年3月28日 |                                                  |       |                              |  |

| #842 | 2015年3月28日 |                                                        |       |                                      |  |
| #842 | 2015年3月28日 | 富士通カワサキレッドスピリッツ （チャレンジリーグ2位） | 0 - 3 | 東レ・アローズ （プレミアリーグ7位） |  |
| #842 | 2015年3月28日 |                                                        |       |                                      |  |

##### 3月29日
| #843 | 2015年3月29日 |                                                  |       |                              |  |
| #843 | 2015年3月29日 | 大分三好ヴァイセアドラー （チャレンジリーグ1位） | 1 - 3 | FC東京 （プレミアリーグ8位） |  |
| #843 | 2015年3月29日 |                                                  |       |                              |  |

| #844 | 2015年3月29日 |                                                        |       |                                      |  |
| #844 | 2015年3月29日 | 富士通カワサキレッドスピリッツ （チャレンジリーグ2位） | 1 - 3 | 東レ・アローズ （プレミアリーグ7位） |  |
| #844 | 2015年3月29日 |                                                        |       |                                      |  |

この結果、大分三好ヴァイセアドラー・富士通カワサキレッドスピリッツのV・チャレンジリーグIへの参加が決定。
V・チャレンジマッチの試合結果の詳細については、バレーボール2014/15Vプレミアリーグを参照のこと。

## 女子

### 参加チーム
| 前回順位 | チーム名                   | 備考                                         |
| -------- | -------------------------- | -------------------------------------------- |
| -        | JTマーヴェラス             | プレミアリーグから降格 前年プレミアリーグ7位 |
| 3        | PFUブルーキャッツ          |                                              |
| 4        | KUROBEアクアフェアリーズ   |                                              |
| 5        | 大野石油広島オイラーズ     |                                              |
| 6        | 仙台ベルフィーユ           |                                              |
| 7        | 柏エンゼルクロス           |                                              |
| 8        | JAぎふリオレーナ           |                                              |
| 9        | フォレストリーヴズ熊本     |                                              |
| 10       | GSSサンビームズ            |                                              |
| -        | トヨタ自動車ヴァルキューレ | 準加盟チームが昇格                           |

### 1Leg
斜字チームはホームチーム。

#### 11月15日
| #851 | 2014年11月15日 13:00 |                                     |                               |                                    |                                                              |
| #851 | 2014年11月15日 13:00 | PFUブルーキャッツ （通算ポイント3） | 3 - 0 (25-14) (25-19) (25-16) | 仙台ベルフィーユ （通算ポイント0） | 大矢野総合体育館 観客数: 923人 主審: 須藤義宏 副審: 松永美志 |
| #851 | 2014年11月15日 13:00 |                                     |                               |                                    | 大矢野総合体育館 観客数: 923人 主審: 須藤義宏 副審: 松永美志 |

| #852 | 2014年11月15日 15:00 |                                          |                      |                                  |                                                                |
| #852 | 2014年11月15日 15:00 | フォレストリーヴズ熊本 （通算ポイント0） | 0 - 3 (9-25) (18-25) | JTマーヴェラス （通算ポイント3） | 大矢野総合体育館 観客数: 1,135人 主審: 前川清隆 副審: 木内誠二 |
| #852 | 2014年11月15日 15:00 |                                          |                      |                                  | 大矢野総合体育館 観客数: 1,135人 主審: 前川清隆 副審: 木内誠二 |

#### 11月16日
| #853 | 2014年11月16日 12:00 |                                   |                                       |                                              |                                                                                                |
| #853 | 2014年11月16日 12:00 | GSSサンビームズ （通算ポイント3） | 3 - 1 (25-19) (17-25) (25-20) (25-21) | トヨタ自動車ヴァルキューレ （通算ポイント0） | 宇城市松橋総合体育文化センター（ウィングまつばせ） 観客数: 867人 主審: 須藤義宏 副審: 松永美志 |
| #853 | 2014年11月16日 12:00 |                                   |                                       |                                              | 宇城市松橋総合体育文化センター（ウィングまつばせ） 観客数: 867人 主審: 須藤義宏 副審: 松永美志 |

| #854 | 2014年11月16日 14:30 |                                          |                               |                                    |                                                                                                  |
| #854 | 2014年11月16日 14:30 | フォレストリーヴズ熊本 （通算ポイント0） | 0 - 3 (17-25) (20-25) (23-25) | 仙台ベルフィーユ （通算ポイント3） | 宇城市松橋総合体育文化センター（ウィングまつばせ） 観客数: 1,281人 主審: 木内誠二 副審: 前川清隆 |
| #854 | 2014年11月16日 14:30 |                                          |                               |                                    | 宇城市松橋総合体育文化センター（ウィングまつばせ） 観客数: 1,281人 主審: 木内誠二 副審: 前川清隆 |

#### 11月22日
| #855 | 2014年11月22日 13:00 |                                          |                                       |                                    |                                                        |
| #855 | 2014年11月22日 13:00 | 大野石油広島オイラーズ （通算ポイント3） | 3 - 1 (25-23) (25-21) (18-25) (25-21) | JAぎふリオレーナ （通算ポイント0） | 柏市中央体育館 観客数: 300人 主審: 伊藤薫 副審: 関秀彰 |
| #855 | 2014年11月22日 13:00 |                                          |                                       |                                    | 柏市中央体育館 観客数: 300人 主審: 伊藤薫 副審: 関秀彰 |

| #856 | 2014年11月22日 15:37 |                                    |                               |                                            |                                                              |
| #856 | 2014年11月22日 15:37 | 柏エンゼルクロス （通算ポイント0） | 0 - 3 (23-25) (22-25) (24-26) | KUROBEアクアフェアリーズ （通算ポイント3） | 柏市中央体育館 観客数: 450人 主審: 紙井ひとみ 副審: 中西幸治 |
| #856 | 2014年11月22日 15:37 |                                    |                               |                                            | 柏市中央体育館 観客数: 450人 主審: 紙井ひとみ 副審: 中西幸治 |

#### 11月23日
| #857 | 2014年11月23日 12:00 |                                            |                                       |                                    |                                                        |
| #857 | 2014年11月23日 12:00 | KUROBEアクアフェアリーズ （通算ポイント6） | 3 - 1 (15-25) (27-25) (25-18) (25-21) | JAぎふリオレーナ （通算ポイント0） | 柏市中央体育館 観客数: 400人 主審: 伊藤薫 副審: 関秀彰 |
| #857 | 2014年11月23日 12:00 |                                            |                                       |                                    | 柏市中央体育館 観客数: 400人 主審: 伊藤薫 副審: 関秀彰 |

| #858 | 2014年11月23日 14:42 |                                    |                                       |                                          |                                                              |
| #858 | 2014年11月23日 14:42 | 柏エンゼルクロス （通算ポイント3） | 3 - 1 (25-22) (25-21) (14-25) (25-14) | 大野石油広島オイラーズ （通算ポイント3） | 柏市中央体育館 観客数: 450人 主審: 中西幸治 副審: 紙井ひとみ |
| #858 | 2014年11月23日 14:42 |                                    |                                       |                                          | 柏市中央体育館 観客数: 450人 主審: 中西幸治 副審: 紙井ひとみ |

#### 11月29日
| #859 | 2014年11月29日 13:00 |                                     |                               |                                   |                                                                |
| #859 | 2014年11月29日 13:00 | PFUブルーキャッツ （通算ポイント6） | 3 - 0 (25-12) (25-17) (25-10) | GSSサンビームズ （通算ポイント3） | 富谷スポーツセンター 観客数: 610人 主審: 伊藤薫 副審: 早坂行博 |
| #859 | 2014年11月29日 13:00 |                                     |                               |                                   | 富谷スポーツセンター 観客数: 610人 主審: 伊藤薫 副審: 早坂行博 |

| #860 | 2014年11月29日 15:05 |                                    |                               |                                    |                                                                  |
| #860 | 2014年11月29日 15:05 | 仙台ベルフィーユ （通算ポイント6） | 3 - 0 (25-15) (25-20) (25-18) | 柏エンゼルクロス （通算ポイント0） | 富谷スポーツセンター 観客数: 1,150人 主審: 松延亮一 副審: 菅原建 |
| #860 | 2014年11月29日 15:05 |                                    |                               |                                    | 富谷スポーツセンター 観客数: 1,150人 主審: 松延亮一 副審: 菅原建 |

| #861 | 2014年11月29日 13:00 |                                  |                                               |                                            |                                                            |
| #861 | 2014年11月29日 13:00 | JTマーヴェラス （通算ポイント4） | 2 - 3 (25-18) (25-16) (19-25) (25-27) (12-15) | KUROBEアクアフェアリーズ （通算ポイント8） | 猫田記念体育館 観客数: 930人 主審: 横山寿一 副審: 飯田一明 |
| #861 | 2014年11月29日 13:00 |                                  |                                               |                                            | 猫田記念体育館 観客数: 930人 主審: 横山寿一 副審: 飯田一明 |

| #862 | 2014年11月29日 15:50 |                                          |                               |                                              |                                                                |
| #862 | 2014年11月29日 15:50 | 大野石油広島オイラーズ （通算ポイント6） | 3 - 0 (25-12) (25-19) (25-12) | トヨタ自動車ヴァルキューレ （通算ポイント0） | 猫田記念体育館 観客数: 1,020人 主審: 寺田温子 副審: 佐々木伸子 |
| #862 | 2014年11月29日 15:50 |                                          |                               |                                              | 猫田記念体育館 観客数: 1,020人 主審: 寺田温子 副審: 佐々木伸子 |

#### 11月30日
| #863 | 2014年11月30日 12:00 |                                     |                               |                                    |                                                                |
| #863 | 2014年11月30日 12:00 | PFUブルーキャッツ （通算ポイント9） | 3 - 0 (25-21) (25-15) (25-19) | 柏エンゼルクロス （通算ポイント3） | 富谷スポーツセンター 観客数: 665人 主審: 早坂行博 副審: 菅原建 |
| #863 | 2014年11月30日 12:00 |                                     |                               |                                    | 富谷スポーツセンター 観客数: 665人 主審: 早坂行博 副審: 菅原建 |

| #864 | 2014年11月30日 14:10 |                                    |                               |                                   |                                                                  |
| #864 | 2014年11月30日 14:10 | 仙台ベルフィーユ （通算ポイント9） | 3 - 0 (25-13) (29-27) (25-15) | GSSサンビームズ （通算ポイント3） | 富谷スポーツセンター 観客数: 1,217人 主審: 伊藤薫 副審: 松延亮一 |
| #864 | 2014年11月30日 14:10 |                                    |                               |                                   | 富谷スポーツセンター 観客数: 1,217人 主審: 伊藤薫 副審: 松延亮一 |

| #865 | 2014年11月30日 12:00 |                                  |               |                                              |                                                            |
| #865 | 2014年11月30日 12:00 | JTマーヴェラス （通算ポイント7） | 3 - 0 (25-21) | トヨタ自動車ヴァルキューレ （通算ポイント0） | 猫田記念体育館 観客数: 900人 主審: 飯田一明 副審: 横山寿一 |
| #865 | 2014年11月30日 12:00 |                                  |               |                                              | 猫田記念体育館 観客数: 900人 主審: 飯田一明 副審: 横山寿一 |

| #866 | 2014年11月30日 14:00 |                                          |                               |                                            |                                                                |
| #866 | 2014年11月30日 14:00 | 大野石油広島オイラーズ （通算ポイント9） | 3 - 0 (25-21) (25-16) (25-23) | KUROBEアクアフェアリーズ （通算ポイント8） | 猫田記念体育館 観客数: 1,110人 主審: 佐々木伸子 副審: 寺田温子 |
| #866 | 2014年11月30日 14:00 |                                          |                               |                                            | 猫田記念体育館 観客数: 1,110人 主審: 佐々木伸子 副審: 寺田温子 |

#### 12月20日
| #867 | 2014年12月20日 13:00 |                                      |                               |                                    |                                                                                            |
| #867 | 2014年12月20日 13:00 | PFUブルーキャッツ （通算ポイント12） | 3 - 0 (25-15) (25-22) (25-17) | JAぎふリオレーナ （通算ポイント0） | 仙台市新田東総合運動場（元気フィールド仙台） 観客数: 720人 主審: 渡部奈保子 副審: 早坂行博 |
| #867 | 2014年12月20日 13:00 |                                      |                               |                                    | 仙台市新田東総合運動場（元気フィールド仙台） 観客数: 720人 主審: 渡部奈保子 副審: 早坂行博 |

| #868 | 2014年12月20日 15:05 |                                    |                                       |                                           |                                                                                            |
| #868 | 2014年12月20日 15:05 | 仙台ベルフィーユ （通算ポイント9） | 1 - 3 (25-23) (13-25) (22-25) (13-25) | 大野石油広島オイラーズ （通算ポイント12） | 仙台市新田東総合運動場（元気フィールド仙台） 観客数: 1,063人 主審: 桑原健輔 副審: 佐々木功 |
| #868 | 2014年12月20日 15:05 |                                    |                                       |                                           | 仙台市新田東総合運動場（元気フィールド仙台） 観客数: 1,063人 主審: 桑原健輔 副審: 佐々木功 |

| #869 | 2014年12月20日 13:00 |                                    |                                               |                                              |                                                                          |
| #869 | 2014年12月20日 13:00 | 柏エンゼルクロス （通算ポイント4） | 2 - 3 (25-19) (28-30) (22-25) (25-23) (15-10) | トヨタ自動車ヴァルキューレ （通算ポイント2） | 岡崎中央総合公園総合体育館 観客数: 690人 主審: 佐伯昌昭 副審: 増岡三佳子 |
| #869 | 2014年12月20日 13:00 |                                    |                                               |                                              | 岡崎中央総合公園総合体育館 観客数: 690人 主審: 佐伯昌昭 副審: 増岡三佳子 |

| #870 | 2014年12月20日 15:45 |                                          |                                       |                                   |                                                                      |
| #870 | 2014年12月20日 15:45 | フォレストリーヴズ熊本 （通算ポイント0） | 1 - 3 (25-20) (25-27) (23-25) (19-25) | GSSサンビームズ （通算ポイント6） | 岡崎中央総合公園総合体育館 観客数: 220人 主審: 柘植知則 副審: 小松剛 |
| #870 | 2014年12月20日 15:45 |                                          |                                       |                                   | 岡崎中央総合公園総合体育館 観客数: 220人 主審: 柘植知則 副審: 小松剛 |

#### 12月21日
| #871 | 2014年12月21日 12:00 |                                      |                       |                                           |                                                                                          |
| #871 | 2014年12月21日 12:00 | PFUブルーキャッツ （通算ポイント15） | 3 - 0 (25-19) (25-23) | 大野石油広島オイラーズ （通算ポイント12） | 仙台市新田東総合運動場（元気フィールド仙台） 観客数: 748人 主審: 早坂行博 副審: 佐々木功 |
| #871 | 2014年12月21日 12:00 |                                      |                       |                                           | 仙台市新田東総合運動場（元気フィールド仙台） 観客数: 748人 主審: 早坂行博 副審: 佐々木功 |

| #872 | 2014年12月21日 14:10 |                                    |                               |                                   |                                                                                              |
| #872 | 2014年12月21日 14:10 | 仙台ベルフィーユ （通算ポイント9） | 0 - 3 (17-25) (19-25) (23-25) | JTマーヴェラス （通算ポイント10） | 仙台市新田東総合運動場（元気フィールド仙台） 観客数: 1,347人 主審: 渡部奈保子 副審: 桑原健輔 |
| #872 | 2014年12月21日 14:10 |                                    |                               |                                   | 仙台市新田東総合運動場（元気フィールド仙台） 観客数: 1,347人 主審: 渡部奈保子 副審: 桑原健輔 |

| #873 | 2014年12月21日 12:00 |                                             |                               |                                   |                                                                        |
| #873 | 2014年12月21日 12:00 | KUROBEアクアフェアリーズ （通算ポイント11） | 3 - 0 (25-16) (25-17) (25-16) | GSSサンビームズ （通算ポイント6） | 岡崎中央総合公園総合体育館 観客数: 300人 主審: 佐伯昌昭 副審: 柘植知則 |
| #873 | 2014年12月21日 12:00 |                                             |                               |                                   | 岡崎中央総合公園総合体育館 観客数: 300人 主審: 佐伯昌昭 副審: 柘植知則 |

| #874 | 2014年12月21日 14:00 |                                          |                               |                                              |                                                                          |
| #874 | 2014年12月21日 14:00 | フォレストリーヴズ熊本 （通算ポイント3） | 3 - 0 (25-22) (25-19) (25-20) | トヨタ自動車ヴァルキューレ （通算ポイント2） | 岡崎中央総合公園総合体育館 観客数: 510人 主審: 増岡三佳子 副審: 重岡紀彦 |
| #874 | 2014年12月21日 14:00 |                                          |                               |                                              | 岡崎中央総合公園総合体育館 観客数: 510人 主審: 増岡三佳子 副審: 重岡紀彦 |

#### 1月10日
| #875 | 2015年1月10日 13:00 |                                    |                               |                                   |                                                                      |
| #875 | 2015年1月10日 13:00 | JAぎふリオレーナ （通算ポイント3） | 3 - 1 (29-31) (25-18) (25-21) | GSSサンビームズ （通算ポイント6） | 松任総合運動公園体育館 観客数: 490人 主審: 紙井ひとみ 副審: 奥野俊雄 |
| #875 | 2015年1月10日 13:00 |                                    |                               |                                   | 松任総合運動公園体育館 観客数: 490人 主審: 紙井ひとみ 副審: 奥野俊雄 |

| #876 | 2015年1月10日 15:50 |                                      |                                       |                                   |                                                                        |
| #876 | 2015年1月10日 15:50 | PFUブルーキャッツ （通算ポイント15） | 1 - 3 (22-25) (19-25) (25-22) (26-28) | JTマーヴェラス （通算ポイント13） | 松任総合運動公園体育館 観客数: 1,136人 主審: 佐々木伸子 副審: 有乗正志 |
| #876 | 2015年1月10日 15:50 |                                      |                                       |                                   | 松任総合運動公園体育館 観客数: 1,136人 主審: 佐々木伸子 副審: 有乗正志 |

#### 1月11日
| #877 | 2015年1月11日 12:00 |                                    |                                       |                                          |                                                                      |
| #877 | 2015年1月11日 12:00 | JAぎふリオレーナ （通算ポイント6） | 3 - 1 (25-22) (25-21) (23-25) (25-21) | フォレストリーヴズ熊本 （通算ポイント3） | 松任総合運動公園体育館 観客数: 674人 主審: 紙井ひとみ 副審: 奥野俊雄 |
| #877 | 2015年1月11日 12:00 |                                    |                                       |                                          | 松任総合運動公園体育館 観客数: 674人 主審: 紙井ひとみ 副審: 奥野俊雄 |

| #878 | 2015年1月11日 14:45 |                                      |                               |                                             |                                                                      |
| #878 | 2015年1月11日 14:45 | PFUブルーキャッツ （通算ポイント18） | 3 - 0 (25-20) (25-17) (25-19) | KUROBEアクアフェアリーズ （通算ポイント11） | 松任総合運動公園体育館 観客数: 746人 主審: 有乗正志 副審: 佐々木伸子 |
| #878 | 2015年1月11日 14:45 |                                      |                               |                                             | 松任総合運動公園体育館 観客数: 746人 主審: 有乗正志 副審: 佐々木伸子 |

#### 1月17日
| #879 | 2015年1月17日 13:00 |                                   |                               |                                   |                                                            |
| #879 | 2015年1月17日 13:00 | JTマーヴェラス （通算ポイント16） | 3 - 0 (30-28) (25-15) (25-18) | GSSサンビームズ （通算ポイント6） | 上尾市民体育館 観客数: 647人 主審: 笠羽泰範 副審: 栗原伸裕 |
| #879 | 2015年1月17日 13:00 |                                   |                               |                                   | 上尾市民体育館 観客数: 647人 主審: 笠羽泰範 副審: 栗原伸裕 |

| #880 | 2015年1月17日 15:05 |                                    |                                               |                                    |                                                          |
| #880 | 2015年1月17日 15:05 | 柏エンゼルクロス （通算ポイント6） | 3 - 2 (25-22) (25-17) (21-25) (22-25) (15-12) | JAぎふリオレーナ （通算ポイント7） | 上尾市民体育館 観客数: 370人 主審: 正岡卓 副審: 小瀧健二 |
| #880 | 2015年1月17日 15:05 |                                    |                                               |                                    | 上尾市民体育館 観客数: 370人 主審: 正岡卓 副審: 小瀧健二 |

| #881 | 2015年1月17日 13:00 |                                      |                               |                                          |                                                                |
| #881 | 2015年1月17日 13:00 | PFUブルーキャッツ （通算ポイント21） | 3 - 0 (25-16) (26-24) (25-20) | フォレストリーヴズ熊本 （通算ポイント3） | 藍住町町民体育館 観客数: 625人 主審: 橋本賀津郎 副審: 中本浩平 |
| #881 | 2015年1月17日 13:00 |                                      |                               |                                          | 藍住町町民体育館 観客数: 625人 主審: 橋本賀津郎 副審: 中本浩平 |

| #882 | 2015年1月17日 15:05 |                                             |                               |                                              |                                                              |
| #882 | 2015年1月17日 15:05 | KUROBEアクアフェアリーズ （通算ポイント14） | 3 - 0 (25-20) (28-26) (25-23) | トヨタ自動車ヴァルキューレ （通算ポイント2） | 藍住町町民体育館 観客数: 684人 主審: 前川清隆 副審: 飯田一明 |
| #882 | 2015年1月17日 15:05 |                                             |                               |                                              | 藍住町町民体育館 観客数: 684人 主審: 前川清隆 副審: 飯田一明 |

#### 1月18日
| #883 | 2015年1月18日 12:00 |                                   |                               |                                    |                                                        |
| #883 | 2015年1月18日 12:00 | JTマーヴェラス （通算ポイント19） | 3 - 0 (25-10) (25-17) (25-15) | JAぎふリオレーナ （通算ポイント7） | 上尾市民体育館 観客数: 562人 主審: 正岡卓 副審: 飯島毅 |
| #883 | 2015年1月18日 12:00 |                                   |                               |                                    | 上尾市民体育館 観客数: 562人 主審: 正岡卓 副審: 飯島毅 |

| #884 | 2015年1月18日 14:00 |                                           |                                              |                                   |                                                            |
| #884 | 2015年1月18日 14:00 | 大野石油広島オイラーズ （通算ポイント14） | 3 - 2 (25-21) (23-25) (25-22) (25-27) (15-7) | GSSサンビームズ （通算ポイント7） | 上尾市民体育館 観客数: 350人 主審: 小瀧健二 副審: 笠羽泰範 |
| #884 | 2015年1月18日 14:00 |                                           |                                              |                                   | 上尾市民体育館 観客数: 350人 主審: 小瀧健二 副審: 笠羽泰範 |

| #885 | 2015年1月18日 12:00 |                                             |               |                                          |                                                                |
| #885 | 2015年1月18日 12:00 | KUROBEアクアフェアリーズ （通算ポイント17） | 3 - 0 (25-23) | フォレストリーヴズ熊本 （通算ポイント3） | 藍住町町民体育館 観客数: 638人 主審: 橋本賀津郎 副審: 中本浩平 |
| #885 | 2015年1月18日 12:00 |                                             |               |                                          | 藍住町町民体育館 観客数: 638人 主審: 橋本賀津郎 副審: 中本浩平 |

| #886 | 2015年1月18日 14:05 |                                     |                                       |                                              |                                                              |
| #886 | 2015年1月18日 14:05 | 仙台ベルフィーユ （通算ポイント12） | 3 - 1 (26-28) (25-22) (25-20) (25-19) | トヨタ自動車ヴァルキューレ （通算ポイント2） | 藍住町町民体育館 観客数: 687人 主審: 飯田一明 副審: 前川清隆 |
| #886 | 2015年1月18日 14:05 |                                     |                                       |                                              | 藍住町町民体育館 観客数: 687人 主審: 飯田一明 副審: 前川清隆 |

#### 1月24日
| #887 | 2015年1月24日 13:00 |                                             |                                       |                                     |                                                                              |
| #887 | 2015年1月24日 13:00 | KUROBEアクアフェアリーズ （通算ポイント20） | 3 - 1 (25-16) (25-21) (20-25) (25-14) | 仙台ベルフィーユ （通算ポイント12） | ヒマラヤアリーナ（岐阜アリーナ） 観客数: 584人 主審: 浅見靖人 副審: 新海正和 |
| #887 | 2015年1月24日 13:00 |                                             |                                       |                                     | ヒマラヤアリーナ（岐阜アリーナ） 観客数: 584人 主審: 浅見靖人 副審: 新海正和 |

| #888 | 2015年1月24日 15:30 |                                     |                                       |                                              |                                                                                |
| #888 | 2015年1月24日 15:30 | JAぎふリオレーナ （通算ポイント10） | 3 - 1 (25-16) (22-25) (25-17) (25-23) | トヨタ自動車ヴァルキューレ （通算ポイント2） | ヒマラヤアリーナ（岐阜アリーナ） 観客数: 891人 主審: 増岡三佳子 副審: 中島俊昌 |
| #888 | 2015年1月24日 15:30 |                                     |                                       |                                              | ヒマラヤアリーナ（岐阜アリーナ） 観客数: 891人 主審: 増岡三佳子 副審: 中島俊昌 |

| #889 | 2015年1月24日 13:00 |                                   |                               |                                    |                                                            |
| #889 | 2015年1月24日 13:00 | JTマーヴェラス （通算ポイント22） | 3 - 0 (25-19) (25-11) (25-21) | 柏エンゼルクロス （通算ポイント6） | 猫田記念体育館 観客数: 710人 主審: 横山寿一 副審: 荒谷和繁 |
| #889 | 2015年1月24日 13:00 |                                   |                               |                                    | 猫田記念体育館 観客数: 710人 主審: 横山寿一 副審: 荒谷和繁 |

| #890 | 2015年1月24日 15:00 |                                           |                       |                                          |                                                            |
| #890 | 2015年1月24日 15:00 | 大野石油広島オイラーズ （通算ポイント17） | 3 - 0 (25-18) (25-22) | フォレストリーヴズ熊本 （通算ポイント3） | 猫田記念体育館 観客数: 860人 主審: 川尻康行 副審: 須藤義宏 |
| #890 | 2015年1月24日 15:00 |                                           |                       |                                          | 猫田記念体育館 観客数: 860人 主審: 川尻康行 副審: 須藤義宏 |

#### 1月25日
| #891 | 2015年1月25日 13:00 |                                      |                               |                                              |                                                                              |
| #891 | 2015年1月25日 13:00 | PFUブルーキャッツ （通算ポイント24） | 3 - 0 (25-12) (25-18) (25-23) | トヨタ自動車ヴァルキューレ （通算ポイント2） | ヒマラヤアリーナ（岐阜アリーナ） 観客数: 663人 主審: 増岡三佳子 副審: 奥田誠 |
| #891 | 2015年1月25日 13:00 |                                      |                               |                                              | ヒマラヤアリーナ（岐阜アリーナ） 観客数: 663人 主審: 増岡三佳子 副審: 奥田誠 |

| #892 | 2015年1月25日 15:00 |                                     |                                       |                                     |                                                                              |
| #892 | 2015年1月25日 15:00 | JAぎふリオレーナ （通算ポイント13） | 3 - 1 (18-25) (26-24) (25-20) (25-22) | 仙台ベルフィーユ （通算ポイント12） | ヒマラヤアリーナ（岐阜アリーナ） 観客数: 845人 主審: 中島俊昌 副審: 浅見靖人 |
| #892 | 2015年1月25日 15:00 |                                     |                                       |                                     | ヒマラヤアリーナ（岐阜アリーナ） 観客数: 845人 主審: 中島俊昌 副審: 浅見靖人 |

| #893 | 2015年1月25日 12:00 |                                    |                                               |                                          |                                                            |
| #893 | 2015年1月25日 12:00 | 柏エンゼルクロス （通算ポイント8） | 3 - 2 (25-21) (19-25) (27-25) (15-25) (15-12) | フォレストリーヴズ熊本 （通算ポイント4） | 猫田記念体育館 観客数: 550人 主審: 横山寿一 副審: 谷川哲也 |
| #893 | 2015年1月25日 12:00 |                                    |                                               |                                          | 猫田記念体育館 観客数: 550人 主審: 横山寿一 副審: 谷川哲也 |

| #894 | 2015年1月25日 14:35 |                                           |                               |                                   |                                                              |
| #894 | 2015年1月25日 14:35 | 大野石油広島オイラーズ （通算ポイント17） | 0 - 3 (17-25) (20-25) (21-25) | JTマーヴェラス （通算ポイント25） | 猫田記念体育館 観客数: 1,100人 主審: 須藤義宏 副審: 川尻康行 |
| #894 | 2015年1月25日 14:35 |                                           |                               |                                   | 猫田記念体育館 観客数: 1,100人 主審: 須藤義宏 副審: 川尻康行 |

#### 1月31日
| #895 | 2015年1月31日 13:00 |                                    |                       |                                    |                                                              |
| #895 | 2015年1月31日 13:00 | 柏エンゼルクロス （通算ポイント8） | 0 - 3 (22-25) (23-25) | GSSサンビームズ （通算ポイント10） | ゼビオアリーナ仙台 観客数: 633人 主審: 早坂行博 副審: 菅原健 |
| #895 | 2015年1月31日 13:00 |                                    |                       |                                    | ゼビオアリーナ仙台 観客数: 633人 主審: 早坂行博 副審: 菅原健 |

| #896 | 2015年1月31日 15:10 |                                     |                                               |                                          |                                                                    |
| #896 | 2015年1月31日 15:10 | 仙台ベルフィーユ （通算ポイント13） | 2 - 3 (27-25) (20-25) (22-25) (25-19) (19-21) | フォレストリーヴズ熊本 （通算ポイント6） | ゼビオアリーナ仙台 観客数: 1,125人 主審: 増岡三佳子 副審: 笠羽泰範 |
| #896 | 2015年1月31日 15:10 |                                     |                                               |                                          | ゼビオアリーナ仙台 観客数: 1,125人 主審: 増岡三佳子 副審: 笠羽泰範 |

| #897 | 2015年1月31日 13:00 |                                      |                                       |                                           |                                                                      |
| #897 | 2015年1月31日 13:00 | PFUブルーキャッツ （通算ポイント24） | 1 - 3 (26-24) (23-25) (22-25) (26-28) | 大野石油広島オイラーズ （通算ポイント20） | 山陽ふれあい公園総合体育館 観客数: 300人 主審: 原啓之 副審: 織本昌朗 |
| #897 | 2015年1月31日 13:00 |                                      |                                       |                                           | 山陽ふれあい公園総合体育館 観客数: 300人 主審: 原啓之 副審: 織本昌朗 |

| #898 | 2015年1月31日 15:40 |                                     |                               |                                              |                                                                        |
| #898 | 2015年1月31日 15:40 | JAぎふリオレーナ （通算ポイント16） | 3 - 0 (25-23) (25-22) (25-21) | トヨタ自動車ヴァルキューレ （通算ポイント2） | 山陽ふれあい公園総合体育館 観客数: 260人 主審: 前川清隆 副審: 寺田温子 |
| #898 | 2015年1月31日 15:40 |                                     |                               |                                              | 山陽ふれあい公園総合体育館 観客数: 260人 主審: 前川清隆 副審: 寺田温子 |

### 2Leg
斜字チームはホームチーム。

#### 2月1日
| #899 | 2015年2月1日 12:00 |                                             |                               |                                    |                                                              |
| #899 | 2015年2月1日 12:00 | KUROBEアクアフェアリーズ （通算ポイント23） | 3 - 1 (18-25) (25-18) (25-22) | GSSサンビームズ （通算ポイント10） | ゼビオアリーナ仙台 観客数: 804人 主審: 早坂行博 副審: 菅原健 |
| #899 | 2015年2月1日 12:00 |                                             |                               |                                    | ゼビオアリーナ仙台 観客数: 804人 主審: 早坂行博 副審: 菅原健 |

| #900 | 2015年2月1日 14:40 |                                     |                                       |                                     |                                                                    |
| #900 | 2015年2月1日 14:40 | 仙台ベルフィーユ （通算ポイント13） | 1 - 3 (22-25) (25-23) (25-16) (25-15) | 柏エンゼルクロス （通算ポイント11） | ゼビオアリーナ仙台 観客数: 1,302人 主審: 笠羽泰範 副審: 増岡三佳子 |
| #900 | 2015年2月1日 14:40 |                                     |                                       |                                     | ゼビオアリーナ仙台 観客数: 1,302人 主審: 笠羽泰範 副審: 増岡三佳子 |

| #901 | 2015年2月1日 12:00 |                                   |                               |                                           |                                                                      |
| #901 | 2015年2月1日 12:00 | JTマーヴェラス （通算ポイント28） | 3 - 0 (25-18) (25-19) (25-23) | 大野石油広島オイラーズ （通算ポイント20） | 山陽ふれあい公園総合体育館 観客数: 444人 主審: 原啓之 副審: 山本浩之 |
| #901 | 2015年2月1日 12:00 |                                   |                               |                                           | 山陽ふれあい公園総合体育館 観客数: 444人 主審: 原啓之 副審: 山本浩之 |

| #902 | 2015年2月1日 14:05 |                                      |                               |                                              |                                                                        |
| #902 | 2015年2月1日 14:05 | PFUブルーキャッツ （通算ポイント27） | 3 - 0 (25-16) (25-15) (25-19) | トヨタ自動車ヴァルキューレ （通算ポイント2） | 山陽ふれあい公園総合体育館 観客数: 374人 主審: 寺田温子 副審: 前川清隆 |
| #902 | 2015年2月1日 14:05 |                                      |                               |                                              | 山陽ふれあい公園総合体育館 観客数: 374人 主審: 寺田温子 副審: 前川清隆 |

#### 2月7日
| #903 | 2015年2月7日 13:00 |                                             |                               |                                     |                                                            |
| #903 | 2015年2月7日 13:00 | KUROBEアクアフェアリーズ （通算ポイント26） | 3 - 1 (17-25) (26-24) (25-20) | JAぎふリオレーナ （通算ポイント16） | 柏市中央体育館 観客数: 400人 主審: 増岡三佳子 副審: 関秀彰 |
| #903 | 2015年2月7日 13:00 |                                             |                               |                                     | 柏市中央体育館 観客数: 400人 主審: 増岡三佳子 副審: 関秀彰 |

| #904 | 2015年2月7日 15:35 |                                     |                                      |                                              |                                                            |
| #904 | 2015年2月7日 15:35 | 柏エンゼルクロス （通算ポイント13） | 3 - 2 (25-21) (25-20) (21-25) (15-8) | トヨタ自動車ヴァルキューレ （通算ポイント3） | 柏市中央体育館 観客数: 600人 主審: 松延亮一 副審: 中西幸治 |
| #904 | 2015年2月7日 15:35 |                                     |                                      |                                              | 柏市中央体育館 観客数: 600人 主審: 松延亮一 副審: 中西幸治 |

| #905 | 2015年2月7日 13:00 |                                           |                                       |                                     |                                                                      |
| #905 | 2015年2月7日 13:00 | 大野石油広島オイラーズ （通算ポイント23） | 3 - 1 (15-25) (25-21) (25-20) (25-17) | 仙台ベルフィーユ （通算ポイント13） | 松任総合運動公園体育館 観客数: 440人 主審: 紙井ひとみ 副審: 奥野俊雄 |
| #905 | 2015年2月7日 13:00 |                                           |                                       |                                     | 松任総合運動公園体育館 観客数: 440人 主審: 紙井ひとみ 副審: 奥野俊雄 |

| #906 | 2015年2月7日 15:35 |                                      |                                       |                                   |                                                                      |
| #906 | 2015年2月7日 15:35 | PFUブルーキャッツ （通算ポイント27） | 1 - 3 (19-25) (25-16) (16-25) (22-25) | JTマーヴェラス （通算ポイント31） | 松任総合運動公園体育館 観客数: 1,148人 主審: 種元桂子 副審: 三見洋子 |
| #906 | 2015年2月7日 15:35 |                                      |                                       |                                   | 松任総合運動公園体育館 観客数: 1,148人 主審: 種元桂子 副審: 三見洋子 |

#### 2月8日
| #907 | 2015年2月8日 12:00 |                                             |                                       |                                              |                                                              |
| #907 | 2015年2月8日 12:00 | KUROBEアクアフェアリーズ （通算ポイント29） | 3 - 1 (25-22) (23-25) (25-15) (25-13) | トヨタ自動車ヴァルキューレ （通算ポイント3） | 柏市中央体育館 観客数: 350人 主審: 増岡三佳子 副審: 山内大右 |
| #907 | 2015年2月8日 12:00 |                                             |                                       |                                              | 柏市中央体育館 観客数: 350人 主審: 増岡三佳子 副審: 山内大右 |

| #908 | 2015年2月8日 14:25 |                                     |                                               |                                     |                                                            |
| #908 | 2015年2月8日 14:25 | 柏エンゼルクロス （通算ポイント15） | 3 - 2 (16-25) (25-22) (25-18) (25-27) (19-17) | JAぎふリオレーナ （通算ポイント17） | 柏市中央体育館 観客数: 450人 主審: 中西幸治 副審: 松延亮一 |
| #908 | 2015年2月8日 14:25 |                                     |                                               |                                     | 柏市中央体育館 観客数: 450人 主審: 中西幸治 副審: 松延亮一 |

| #909 | 2015年2月8日 12:00 |                                          |                               |                                    |                                                                      |
| #909 | 2015年2月8日 12:00 | フォレストリーヴズ熊本 （通算ポイント9） | 3 - 0 (25-20) (25-22) (25-18) | GSSサンビームズ （通算ポイント10） | 松任総合運動公園体育館 観客数: 300人 主審: 紙井ひとみ 副審: 奥野俊雄 |
| #909 | 2015年2月8日 12:00 |                                          |                               |                                    | 松任総合運動公園体育館 観客数: 300人 主審: 紙井ひとみ 副審: 奥野俊雄 |

| #910 | 2015年2月8日 14:15 |                                      |                               |                                     |                                                                    |
| #910 | 2015年2月8日 14:15 | PFUブルーキャッツ （通算ポイント30） | 3 - 0 (25-23) (26-24) (25-21) | 仙台ベルフィーユ （通算ポイント13） | 松任総合運動公園体育館 観客数: 622人 主審: 三見洋子 副審: 種元桂子 |
| #910 | 2015年2月8日 14:15 |                                      |                               |                                     | 松任総合運動公園体育館 観客数: 622人 主審: 三見洋子 副審: 種元桂子 |

#### 2月14日
| #911 | 2015年2月14日 13:00 |                                   |                               |                                          |                                                                    |
| #911 | 2015年2月14日 13:00 | JTマーヴェラス （通算ポイント34） | 3 - 0 (23-25) (21-25) (22-25) | フォレストリーヴズ熊本 （通算ポイント9） | 江戸川区スポーツセンター 観客数: 480人 主審: 伊藤薫 副審: 饗庭和恵 |
| #911 | 2015年2月14日 13:00 |                                   |                               |                                          | 江戸川区スポーツセンター 観客数: 480人 主審: 伊藤薫 副審: 饗庭和恵 |

| #912 | 2015年2月14日 15:10 |                                    |                               |                                     |                                                                      |
| #912 | 2015年2月14日 15:10 | GSSサンビームズ （通算ポイント10） | 0 - 3 (17-25) (15-25) (17-25) | 柏エンゼルクロス （通算ポイント18） | 江戸川区スポーツセンター 観客数: 600人 主審: 笠羽泰範 副審: 柘植知則 |
| #912 | 2015年2月14日 15:10 |                                    |                               |                                     | 江戸川区スポーツセンター 観客数: 600人 主審: 笠羽泰範 副審: 柘植知則 |

| #913 | 2015年2月14日 13:00 |                                     |                               |                                              |                                                                                |
| #913 | 2015年2月14日 13:00 | 仙台ベルフィーユ （通算ポイント16） | 3 - 0 (25-19) (25-13) (25-19) | トヨタ自動車ヴァルキューレ （通算ポイント3） | JAぎふアグリパーク鈴ヶ坂アリーナ 観客数: 318人 主審: 紙井ひとみ 副審: 新海正和 |
| #913 | 2015年2月14日 13:00 |                                     |                               |                                              | JAぎふアグリパーク鈴ヶ坂アリーナ 観客数: 318人 主審: 紙井ひとみ 副審: 新海正和 |

| #914 | 2015年2月14日 15:00 |                                     |                               |                                           |                                                                            |
| #914 | 2015年2月14日 15:00 | JAぎふリオレーナ （通算ポイント17） | 0 - 3 (23-25) (18-25) (21-25) | 大野石油広島オイラーズ （通算ポイント26） | JAぎふアグリパーク鈴ヶ坂アリーナ 観客数: 539人 主審: 大下孝 副審: 高野淳志 |
| #914 | 2015年2月14日 15:00 |                                     |                               |                                           | JAぎふアグリパーク鈴ヶ坂アリーナ 観客数: 539人 主審: 大下孝 副審: 高野淳志 |

#### 2月15日
| #915 | 2015年2月15日 12:00 |                                             |                                               |                                           |                                                                      |
| #915 | 2015年2月15日 12:00 | KUROBEアクアフェアリーズ （通算ポイント31） | 3 - 2 (22-25) (27-25) (25-16) (20-25) (15-11) | フォレストリーヴズ熊本 （通算ポイント10） | 江戸川区スポーツセンター 観客数: 600人 主審: 笠羽泰範 副審: 江藤幸恵 |
| #915 | 2015年2月15日 12:00 |                                             |                                               |                                           | 江戸川区スポーツセンター 観客数: 600人 主審: 笠羽泰範 副審: 江藤幸恵 |

| #916 | 2015年2月15日 15:05 |                                    |                                       |                                   |                                                                    |
| #916 | 2015年2月15日 15:05 | GSSサンビームズ （通算ポイント10） | 1 - 3 (25-23) (16-25) (12-25) (16-25) | JTマーヴェラス （通算ポイント37） | 江戸川区スポーツセンター 観客数: 680人 主審: 柘植知則 副審: 伊藤薫 |
| #916 | 2015年2月15日 15:05 |                                    |                                       |                                   | 江戸川区スポーツセンター 観客数: 680人 主審: 柘植知則 副審: 伊藤薫 |

| #917 | 2015年2月15日 13:00 |                                           |                               |                                              |                                                                            |
| #917 | 2015年2月15日 13:00 | 大野石油広島オイラーズ （通算ポイント29） | 3 - 0 (25-22) (26-24) (25-16) | トヨタ自動車ヴァルキューレ （通算ポイント3） | JAぎふアグリパーク鈴ヶ坂アリーナ 観客数: 388人 主審: 高野淳志 副審: 奥田誠 |
| #917 | 2015年2月15日 13:00 |                                           |                               |                                              | JAぎふアグリパーク鈴ヶ坂アリーナ 観客数: 388人 主審: 高野淳志 副審: 奥田誠 |

| #918 | 2015年2月15日 15:05 |                                     |                                       |                                     |                                                                              |
| #918 | 2015年2月15日 15:05 | JAぎふリオレーナ （通算ポイント20） | 3 - 1 (22-25) (25-20) (25-23) (27-25) | 仙台ベルフィーユ （通算ポイント16） | JAぎふアグリパーク鈴ヶ坂アリーナ 観客数: 632人 主審: 大下孝 副審: 紙井ひとみ |
| #918 | 2015年2月15日 15:05 |                                     |                                       |                                     | JAぎふアグリパーク鈴ヶ坂アリーナ 観客数: 632人 主審: 大下孝 副審: 紙井ひとみ |

#### 2月21日
| #919 | 2015年2月21日 13:00 |                                     |                                       |                                    |                                                                                  |
| #919 | 2015年2月21日 13:00 | 仙台ベルフィーユ （通算ポイント19） | 3 - 1 (19-25) (25-20) (25-19) (25-17) | GSSサンビームズ （通算ポイント10） | 美濃加茂市中央体育館プラザちゅうたい 観客数: 626人 主審: 中島俊昌 副審: 新海政和 |
| #919 | 2015年2月21日 13:00 |                                     |                                       |                                    | 美濃加茂市中央体育館プラザちゅうたい 観客数: 626人 主審: 中島俊昌 副審: 新海政和 |

| #920 | 2015年2月21日 15:30 |                                     |                               |                                      |                                                                                    |
| #920 | 2015年2月21日 15:30 | JAぎふリオレーナ （通算ポイント20） | 0 - 3 (22-25) (24-26) (17-25) | PFUブルーキャッツ （通算ポイント33） | 美濃加茂市中央体育館プラザちゅうたい 観客数: 827人 主審: 柘植知則 副審: 増岡三佳子 |
| #920 | 2015年2月21日 15:30 |                                     |                               |                                      | 美濃加茂市中央体育館プラザちゅうたい 観客数: 827人 主審: 柘植知則 副審: 増岡三佳子 |

| #921 | 2015年2月21日 13:00 |                                     |                                              |                                           |                                                                    |
| #921 | 2015年2月21日 13:00 | 柏エンゼルクロス （通算ポイント19） | 2 - 3 (24-26) (25-22) (25-23) (22-25) (8-15) | フォレストリーヴズ熊本 （通算ポイント12） | 黒部市総合体育センター 観客数: 650人 主審: 三見洋子 副審: 波塚彰優 |
| #921 | 2015年2月21日 13:00 |                                     |                                              |                                           | 黒部市総合体育センター 観客数: 650人 主審: 三見洋子 副審: 波塚彰優 |

| #922 | 2015年2月21日 15:50 |                                             |                                               |                                           |                                                                        |
| #922 | 2015年2月21日 15:50 | KUROBEアクアフェアリーズ （通算ポイント32） | 2 - 3 (25-18) (26-28) (25-17) (23-25) (10-15) | 大野石油広島オイラーズ （通算ポイント31） | 黒部市総合体育センター 観客数: 1,050人 主審: 紙井ひとみ 副審: 赤川孝義 |
| #922 | 2015年2月21日 15:50 |                                             |                                               |                                           | 黒部市総合体育センター 観客数: 1,050人 主審: 紙井ひとみ 副審: 赤川孝義 |

#### 2月22日
| #923 | 2015年2月22日 13:00 |                                   |                               |                                     |                                                                    |
| #923 | 2015年2月22日 13:00 | JTマーヴェラス （通算ポイント40） | 3 - 0 (25-21) (25-19) (25-17) | 仙台ベルフィーユ （通算ポイント19） | 東美濃ふれあいセンター 観客数: 1,376人 主審: 中島俊昌 副審: 奥田誠 |
| #923 | 2015年2月22日 13:00 |                                   |                               |                                     | 東美濃ふれあいセンター 観客数: 1,376人 主審: 中島俊昌 副審: 奥田誠 |

| #924 | 2015年2月22日 15:00 |                                     |                               |                                    |                                                                        |
| #924 | 2015年2月22日 15:00 | JAぎふリオレーナ （通算ポイント23） | 3 - 0 (25-15) (25-14) (25-19) | GSSサンビームズ （通算ポイント10） | 東美濃ふれあいセンター 観客数: 1,503人 主審: 増岡三佳子 副審: 柘植知則 |
| #924 | 2015年2月22日 15:00 |                                     |                               |                                    | 東美濃ふれあいセンター 観客数: 1,503人 主審: 増岡三佳子 副審: 柘植知則 |

| #925 | 2015年2月22日 12:00 |                                           |                                               |                                         |                                                                    |
| #925 | 2015年2月22日 12:00 | 大野石油広島オイラーズ （通算ポイント32） | 2 - 3 (25-19) (22-25) (27-29) (25-20) (12-15) | フォレスリーヴズ熊本 （通算ポイント14） | 黒部市総合体育センター 観客数: 620人 主審: 三見洋子 副審: 波塚彰優 |
| #925 | 2015年2月22日 12:00 |                                           |                                               |                                         | 黒部市総合体育センター 観客数: 620人 主審: 三見洋子 副審: 波塚彰優 |

| #926 | 2015年2月22日 15:00 |                                             |                                       |                                     |                                                                        |
| #926 | 2015年2月22日 15:00 | KUROBEアクアフェアリーズ （通算ポイント35） | 3 - 1 (25-15) (20-25) (25-22) (25-23) | 柏エンゼルクロス （通算ポイント19） | 黒部市総合体育センター 観客数: 1,050人 主審: 赤川孝義 副審: 紙井ひとみ |
| #926 | 2015年2月22日 15:00 |                                             |                                       |                                     | 黒部市総合体育センター 観客数: 1,050人 主審: 赤川孝義 副審: 紙井ひとみ |

#### 2月28日
| #927 | 2015年2月28日 11:00 |                                   |                       |                                     |                                                            |
| #927 | 2015年2月28日 11:00 | JTマーヴェラス （通算ポイント43） | 3 - 0 (25-11) (25-19) | JAぎふリオレーナ （通算ポイント23） | 上尾市民体育館 観客数: 717人 主審: 中山健 副審: 渡部菜保子 |
| #927 | 2015年2月28日 11:00 |                                   |                       |                                     | 上尾市民体育館 観客数: 717人 主審: 中山健 副審: 渡部菜保子 |

| #928 | 2015年2月28日 13:00 |                                      |                                       |                                             |                                                            |
| #928 | 2015年2月28日 13:00 | PFUブルーキャッツ （通算ポイント36） | 3 - 1 (22-25) (25-17) (25-12) (25-20) | KUROBEアクアフェアリーズ （通算ポイント35） | 上尾市民体育館 観客数: 620人 主審: 村上成司 副審: 吉岡奈々 |
| #928 | 2015年2月28日 13:00 |                                      |                                       |                                             | 上尾市民体育館 観客数: 620人 主審: 村上成司 副審: 吉岡奈々 |

| #929 | 2015年2月28日 15:30 |                                           |                               |                                    |                                                              |
| #929 | 2015年2月28日 15:30 | 大野石油広島オイラーズ （通算ポイント35） | 3 - 0 (25-19) (25-18) (25-20) | GSSサンビームズ （通算ポイント10） | 上尾市民体育館 観客数: 510人 主審: 増岡三佳子 副審: 鈴木和紀 |
| #929 | 2015年2月28日 15:30 |                                           |                               |                                    | 上尾市民体育館 観客数: 510人 主審: 増岡三佳子 副審: 鈴木和紀 |

#### 3月1日
| #930 | 2015年3月1日 11:00 |                                   |                               |                                     |                                                                |
| #930 | 2015年3月1日 11:00 | JTマーヴェラス （通算ポイント46） | 3 - 1 (28-26) (22-25) (25-14) | 柏エンゼルクロス （通算ポイント19） | 上尾市民体育館 観客数: 681人 主審: 渡部菜保子 副審: 増岡三佳子 |
| #930 | 2015年3月1日 11:00 |                                   |                               |                                     | 上尾市民体育館 観客数: 681人 主審: 渡部菜保子 副審: 増岡三佳子 |

この試合に勝利したJTマーヴェラスは早くも優勝決定。
| #931 | 2015年3月1日 13:20 |                                      |                               |                                    |                                                            |
| #931 | 2015年3月1日 13:20 | PFUブルーキャッツ （通算ポイント39） | 3 - 0 (25-11) (25-21) (25-11) | GSSサンビームズ （通算ポイント10） | 上尾市民体育館 観客数: 480人 主審: 吉岡奈々 副審: 村上成司 |
| #931 | 2015年3月1日 13:20 |                                      |                               |                                    | 上尾市民体育館 観客数: 480人 主審: 吉岡奈々 副審: 村上成司 |

| #932 | 2015年3月1日 15:10 |                                           |                               |                                              |                                                          |
| #932 | 2015年3月1日 15:10 | フォレストリーヴズ熊本 （通算ポイント17） | 3 - 0 (25-15) (25-16) (25-13) | トヨタ自動車ヴァルキューレ （通算ポイント3） | 上尾市民体育館 観客数: 320人 主審: 中山健 副審: 栗原伸裕 |
| #932 | 2015年3月1日 15:10 |                                           |                               |                                              | 上尾市民体育館 観客数: 320人 主審: 中山健 副審: 栗原伸裕 |

#### 3月14日
| #933 | 2015年3月14日 13:00 |                                    |                                       |                                              |                                                                    |
| #933 | 2015年3月14日 13:00 | GSSサンビームズ （通算ポイント13） | 3 - 1 (21-25) (25-22) (25-23) (25-22) | トヨタ自動車ヴァルキューレ （通算ポイント3） | 黒部市総合体育センター 観客数: 820人 主審: 有乗正志 副審: 波塚彰優 |
| #933 | 2015年3月14日 13:00 |                                    |                                       |                                              | 黒部市総合体育センター 観客数: 820人 主審: 有乗正志 副審: 波塚彰優 |

| #934 | 2015年3月14日 15:30 |                                             |                                       |                                   |                                                                      |
| #934 | 2015年3月14日 15:30 | KUROBEアクアフェアリーズ （通算ポイント35） | 1 - 3 (25-22) (25-13) (28-26) (25-19) | JTマーヴェラス （通算ポイント49） | 黒部市総合体育センター 観客数: 1,100人 主審: 森口豊 副審: 紙井ひとみ |
| #934 | 2015年3月14日 15:30 |                                             |                                       |                                   | 黒部市総合体育センター 観客数: 1,100人 主審: 森口豊 副審: 紙井ひとみ |

| #935 | 2015年3月14日 13:00 |                                           |                               |                                     |                                                              |
| #935 | 2015年3月14日 13:00 | 大野石油広島オイラーズ （通算ポイント38） | 3 - 0 (25-14) (25-21) (25-22) | 柏エンゼルクロス （通算ポイント19） | 串間市総合体育館 観客数: 520人 主審: 木内誠二 副審: 寺田温子 |
| #935 | 2015年3月14日 13:00 |                                           |                               |                                     | 串間市総合体育館 観客数: 520人 主審: 木内誠二 副審: 寺田温子 |

| #936 | 2015年3月14日 15:00 |                                           |                       |                                      |                                                              |
| #936 | 2015年3月14日 15:00 | フォレストリーヴズ熊本 （通算ポイント17） | 0 - 3 (15-25) (14-25) | PFUブルーキャッツ （通算ポイント42） | 串間市総合体育館 観客数: 600人 主審: 川尻康行 副審: 徳永洋行 |
| #936 | 2015年3月14日 15:00 |                                           |                       |                                      | 串間市総合体育館 観客数: 600人 主審: 川尻康行 副審: 徳永洋行 |

#### 3月15日
| #937 | 2015年3月15日 12:00 |                                   |                               |                                              |                                                                      |
| #937 | 2015年3月15日 12:00 | JTマーヴェラス （通算ポイント52） | 3 - 0 (25-13) (25-17) (25-12) | トヨタ自動車ヴァルキューレ （通算ポイント0） | 黒部市総合体育センター 観客数: 800人 主審: 紙井ひとみ 副審: 波塚彰優 |
| #937 | 2015年3月15日 12:00 |                                   |                               |                                              | 黒部市総合体育センター 観客数: 800人 主審: 紙井ひとみ 副審: 波塚彰優 |

| #938 | 2015年3月15日 14:00 |                                             |                                               |                                     |                                                               |
| #938 | 2015年3月15日 14:00 | KUROBEアクアフェアリーズ （通算ポイント36） | 2 - 3 (25-21) (27-29) (24-26) (25-22) (12-15) | 仙台ベルフィーユ （通算ポイント21） | 黒部市総合体育センター 観客数: 人 主審: 森口豊 副審: 有乗正志 |
| #938 | 2015年3月15日 14:00 |                                             |                                               |                                     | 黒部市総合体育センター 観客数: 人 主審: 森口豊 副審: 有乗正志 |

| #939 | 2015年3月15日 12:00 |                                      |                                       |                                     |                                                              |
| #939 | 2015年3月15日 12:00 | PFUブルーキャッツ （通算ポイント45） | 3 - 1 (25-13) (17-25) (25-16) (25-19) | 柏エンゼルクロス （通算ポイント19） | 小林市市民体育館 観客数: 920人 主審: 木内誠二 副審: 川尻康行 |
| #939 | 2015年3月15日 12:00 |                                      |                                       |                                     | 小林市市民体育館 観客数: 920人 主審: 木内誠二 副審: 川尻康行 |

| #940 | 2015年3月15日 14:15 |                                           |                                       |                                     |                                                                |
| #940 | 2015年3月15日 14:15 | フォレストリーヴズ熊本 （通算ポイント20） | 3 - 1 (25-17) (20-25) (30-28) (29-27) | JAぎふリオレーナ （通算ポイント23） | 小林市市民体育館 観客数: 1,100人 主審: 寺田温子 副審: 川崎博史 |
| #940 | 2015年3月15日 14:15 |                                           |                                       |                                     | 小林市市民体育館 観客数: 1,100人 主審: 寺田温子 副審: 川崎博史 |

### 最終順位
| 順位   | チーム名                   | 試合数 | 勝点 | 勝数 | 敗数 | 勝率  | 得セット | 失セット | セット率 | 備考                              |
| ------ | -------------------------- | ------ | ---- | ---- | ---- | ----- | -------- | -------- | -------- | --------------------------------- |
| 優勝   | JTマーヴェラス             | 18     | 52   | 17   | 1    | 0.944 | 53       | 8        | 6.625    | V・チャレンジマッチへ             |
| 準優勝 | PFUブルーキャッツ          | 18     | 45   | 15   | 3    | 0.833 | 48       | 11       | 4.364    | V・チャレンジマッチへ             |
| 3      | 大野石油広島オイラーズ     | 18     | 38   | 13   | 5    | 0.722 | 42       | 23       | 1.826    | 来季はV・チャレンジリーグIへ参加  |
| 4      | KUROBEアクアフェアリーズ   | 18     | 36   | 12   | 6    | 0.667 | 42       | 28       | 1.500    | 来季はV・チャレンジリーグIへ参加  |
| 5      | JAぎふリオレーナ           | 18     | 23   | 7    | 11   | 0.389 | 29       | 38       | 0.763    | 来季はV・チャレンジリーグIへ参加  |
| 6      | 仙台ベルフィーユ           | 18     | 21   | 7    | 11   | 0.389 | 29       | 37       | 0.784    | 来季はV・チャレンジリーグIへ参加  |
| 7      | フォレストリーヴズ熊本     | 18     | 20   | 7    | 11   | 0.389 | 27       | 40       | 0.675    | 来季はV・チャレンジリーグIへ参加  |
| 8      | 柏エンゼルクロス           | 18     | 19   | 7    | 11   | 0.389 | 28       | 43       | 0.651    | 来季はV・チャレンジリーグIへ参加  |
| 9      | GSSサンビームズ            | 18     | 13   | 4    | 14   | 0.222 | 18       | 45       | 0.400    | 来季はV・チャレンジリーグIIへ参加 |
| 10     | トヨタ自動車ヴァルキューレ | 18     | 3    | 1    | 17   | 0.066 | 10       | 53       | 0.189    | 来季はV・チャレンジリーグIIへ参加 |

### 個人賞
| No. | 賞名             | 受賞者                   | 所属チーム   | 備考                |
| --- | ---------------- | ------------------------ | ------------ | ------------------- |
| 1   | 優勝監督賞       | 尾崎侯                   | JT           |                     |
| 2   | 最高殊勲選手賞   | 奥村麻依                 | JT           |                     |
| 3   | 敢闘賞           | ジェニファー・ドリス     | PFU          |                     |
| 4   | 最優秀新人賞     | 和才奈々美               | KUROBE       |                     |
| 5   | 得点王           | 佐藤優花                 | トヨタ自動車 | 総得点=411点        |
| 6   | スパイク賞       | 奥村麻依                 | JT           | 決定率=56.6%        |
| 7   | ブロック賞       | 奥村麻依                 | JT           | 決定本数=1.03本/set |
| 8   | サーブ賞         | オヌマー・シッティラック | JT           | 効果率=16.9%        |
| 9   | サーブレシーブ賞 | 駒井士峰                 | KUROBE       | 成功率=76.6%        |

### 入れ替え

#### V・チャレンジマッチ

##### 3月28日
| #951 | 2015年3月28日 |                                        |       |                                              |  |
| #951 | 2015年3月28日 | JTマーヴェラス （チャレンジリーグ1位） | 3 - 2 | トヨタ車体クインシーズ （プレミアリーグ8位） |  |
| #951 | 2015年3月28日 |                                        |       |                                              |  |

| #952 | 2015年3月28日 |                                           |       |                                                |  |
| #952 | 2015年3月28日 | PFUブルーキャッツ （チャレンジリーグ2位） | 1 - 3 | デンソー・エアリービーズ （プレミアリーグ7位） |  |
| #952 | 2015年3月28日 |                                           |       |                                                |  |

##### 3月29日
| #953 | 2015年3月29日 |                                        |       |                                              |  |
| #953 | 2015年3月29日 | JTマーヴェラス （チャレンジリーグ1位） | 1 - 3 | トヨタ車体クインシーズ （プレミアリーグ8位） |  |
| #953 | 2015年3月29日 |                                        |       |                                              |  |

| #954 | 2015年3月29日 |                                           |       |                                                |  |
| #954 | 2015年3月29日 | PFUブルーキャッツ （チャレンジリーグ2位） | 1 - 3 | デンソー・エアリービーズ （プレミアリーグ7位） |  |
| #954 | 2015年3月29日 |                                           |       |                                                |  |

この結果、JTマーヴェラス・PFUブルーキャッツのV・チャレンジリーグIへの参加が決定。
V・チャレンジマッチ試合結果の詳細については、バレーボール2014/15Vプレミアリーグを参照のこと。

## 参考
- 2014/15 Vリーグ開催要項（案）
- 【男子】2014/15V･チャレンジリーグスケジュール（2014.8.14現在）
- 【女子】2014/15V･チャレンジリーグスケジュール（2014.8.14現在）
- 2014/15V・チャレンジリーグ男子大会 最終結果のお知らせ
- 2014/15V・チャレンジリーグ女子大会 最終結果のお知らせ